# Lužické hory
Lužické hory (německy Lausitzer Gebirge, na území Německa běžněji označované jako Zittauer Gebirge) jsou geomorfologický celek a nevelké pohoří na severu Česka a východě Německa, které je vymezené přibližně městy Nový Bor, Česká Kamenice, Krásná Lípa, Varnsdorf, Žitava, Hrádek nad Nisou, Jablonné v Podještědí a Cvikov. Nacházejí se v západní části Krkonošsko-jesenické subprovincie. Hory sousedí na západě s Děčínskou vrchovinou, na severu vedle Žitavské pánve také se Šluknovskou pahorkatinou a na východě s Ještědsko-kozákovským hřbetem. Na jihu ohraničují Lužické hory Ralská pahorkatina spolu s Českým středohořím. Německá část hor se nazývá Zittauer Gebirge (tedy Žitavské hory) a na česko-německé hranici leží nejvyšší hora pohoří, Luž, která je v Německu nejvyšším bodem na východ od Labe.
Geologicky jsou Lužické hory tvořeny hlavně svrchněkřídovými pískovci, kterými v třetihorách na četných místech proniklo žhavé magma, jež utuhlo ve formě znělcových a čedičových hornin. Hlavní hřeben Lužických hor tvoří 3 až 6 km široký Lužický hřbet, který probíhá jižně od lužické poruchy od vrchu Spravedlnost po Horní Sedlo. V hřebenu se uplatňují izolované dominanty rozložitých znělcových a trachytových, vzácněji čedičových kup spojené do málo výrazného hřebene. Druhou částí je Kytlická hornatina která má pestrý georeliéf. Tvoří ji vysoké geovertikály neovulkanických suků, hluboce zaříznutá kaňonovitá území a četné drobnější tvary zvětrávání a odnosu skalních hornin. Lužickými horami prochází hlavní evropské rozvodí mezi Baltským a Severním mořem, proto zde nejsou významnější vodní toky a plochy. Dle Quittovy klasifikace patří česká část Lužických hor do mírně teplé oblasti MT2. Nejvýznamnějším ekosystémem hor jsou lesy. Z pohledu ochrany přírody patří většina území Lužických hor do CHKO Lužické hory, malá část severně od České Kamenice se nachází v CHKO Labské pískovce. Na německé straně hor navazuje CHKO Žitavské hory (LSG Zittauer Gebirge).
V Lužických horách je prapůvod českého sklářství a ve středověku zde byla bohatá hornická činnost. Lužické hory jsou hojně turisticky navštěvované, přičemž převážně na německé straně se nachází skalní města s řadou horolezeckých cest, jsou zde zříceniny či zbytky hradů a bohatá lidová architektura prezentovaná hlavně podstávkovými domy.

## Název
Lužické hory se jmenují podle historického území Lužice, (německy Lausitz, dolnolužickosrbsky Łužyca, hornolužickosrbsky Łužica, polsky Łużyce). Název vznikl v okolí braniborského města Chotěbuz zhruba před tisíci lety odvozením od slovanského slova luzicy, což znamenalo nížinná, mokřadní země.
V Horní Lužici nese německá část Lužických hor název Zittauer Gebirge, česky Žitavské hory. V Německu se Šluknovské pahorkatině říká Lauzitzer Bergland, tedy Lužická hornatina, hornolužickosrbsky Łužiske hory. Český název nejvyšší hory Lužických hor Luž byl poprvé použit v roce 1909 Josefem Kafkou v ilustrovaném průvodci po Čechách.

## Poloha
Místopisně Lužické hory leží na pomezí České republiky a Německa. Část v Česku se nachází ve východních partiích Ústeckého a západních Libereckého kraje a německá část spadá do jihovýchodní části spolkové země Sasko. Hranice pohoří je ve směru chodu hodinových ručiček přibližně vymezena spojnicí měst a obcí Hrádek nad Nisou, Bílý Kostel nad Nisou, Jablonné v Podještědí, Cvikov, Nový Bor, Kamenický Šenov, Česká Kamenice, Krásná Lípa, Varnsdorf a v Německu pak následně Waltersdorf, Hainewalde, Hörnitz, Olbersdorf a Eichgraben.

## Geologie

### Geologická stavba
Nejstarší horniny v Lužických horách se nacházejí v jejich severní části. Jsou jimi prvohorní granitoidy, rumburská žula a lužický granodiorit, které sem zasahují ze Šluknovského výběžku. Byly formovány utuhnutím magmatu ve velkých hloubkách, které se až následnými geologickými procesy dostalo na povrch již v ztuhlém stavu. S dalšími prvohorními vyvřelinami se můžeme setkat v okolí Dolního Sedla a Dolní Suché severně od lužické poruchy.
Většina území je tvořena svrchnokřídovými pískovci březenského souvrství. Na severním okraji křídové pískovce tektonicky ohraničuje proti žulám lužického masivu lužická porucha. Ta měla za následek podsunutí mladší pískovcové vrstvy pod starší žuly. Drobné kry jurských pískovců a vápenců se dostaly na povrch v okolí Doubice na západním okraji Lužických hor. Ve východní části Lužických hor se setkáváme s pískovci staršího cenomanu. Pískovcová oblast Lužických hor představuje přímé pokračování vulkanismu Českého středohoří.
Geologicky jsou Lužické hory pokračováním Českého středohoří, reprezentují však více vyzdviženou a erozí postiženou tektonickou desku. Většina povrchových sopečných produktů byla již denudací odstraněna, zatímco původně podpovrchové pně, lakolity a žíly tvoří nejvyšší partie pohoří. Rozmístění sopečných těles v Lužických horách ovlivňuje křížení oherského riftu se strukturou labské zóny, zvláště pak s výraznou lužickou poruchou.

### Geologický vývoj

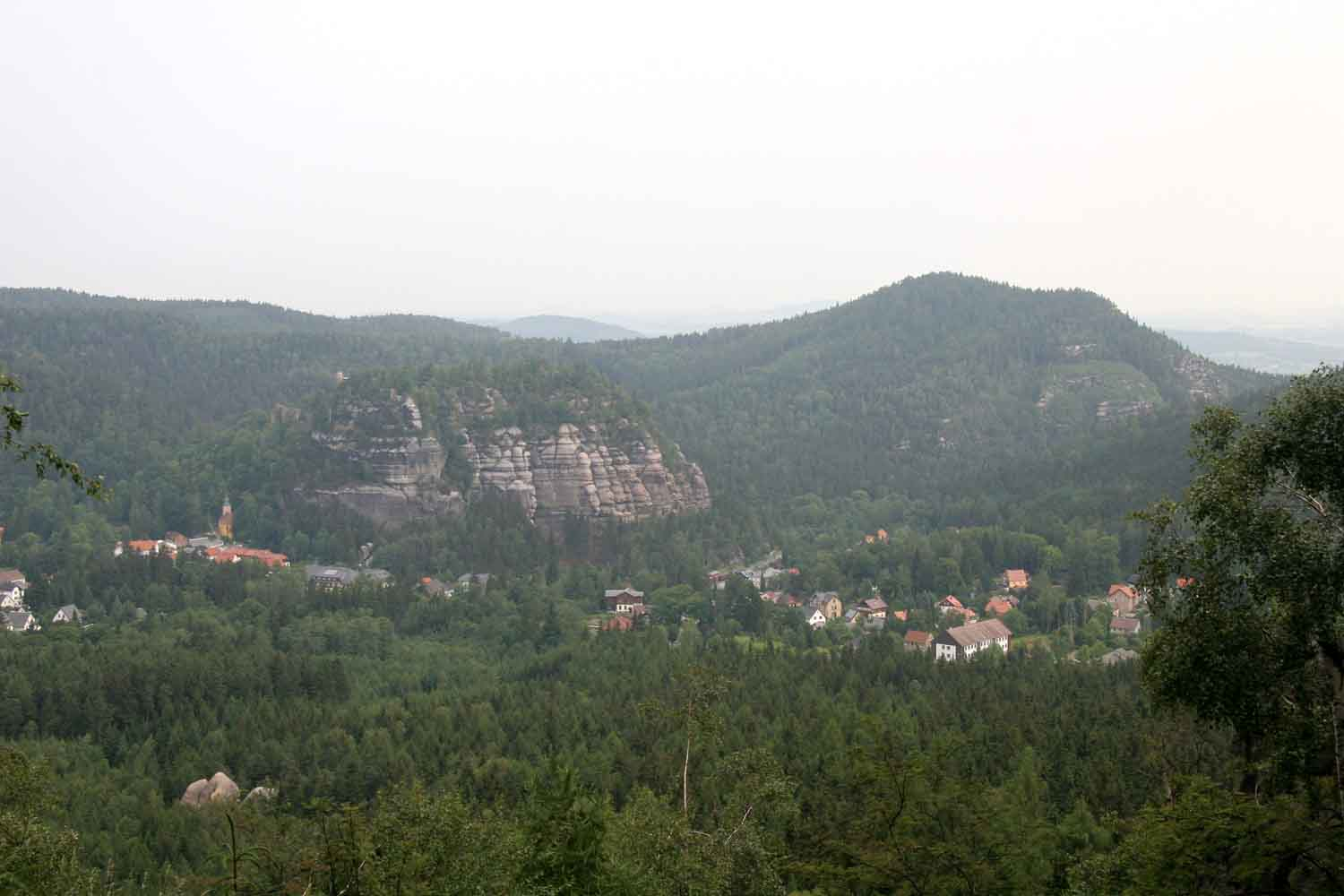
Pohled na německé příhraniční městečko a stejnojmenný hrad Oybin z vyhlídky Grosse Gase

Vývoj Lužických hor do dnešní podoby trval asi 600 miliónů let. Polohopisně se dělí na dvě základní geologické jednotky, oddělené lužickou poruchou. Tato významná tektonická struktura je stará a opakovaně podél ní došlo k pohybu ker. Při posledních pohybech byla severovýchodní kra krystalinika přesmyknuta přes křídu po ploše ukloněné k severovýchodu. Struktura se proto nazývá též lužický přesmyk. Od zlomu na severovýchodě vycházejí na povrch nejstarší horniny označované jako krystalinikum. Na jihozápad se rozprostírají sedimenty křídového moře. Na celém území se vyskytují tělesa třetihorních vulkanitů a čtvrtohorní usazeniny. Krystalinikum, následným vývojem obnažené erozí, se utvářelo v hlubších patrech zemské kůry od starohor do prvohor. Procesů bylo několik: starohorní kadomský vyvrcholil před 550 milióny lety, kaledonský mezi silurem a devonem před 410 milióny lety a variský na rozhraní devonu a karbonu před 360 milióny lety. Horniny krystalinika pokračují i na jihozápad od lužického přesmyku pod křídovými sedimenty, mocnými až 800 metrů.
Po variské orogenezi se střídala období eroze a zvětrávání se suchozemskou a mořskou sedimentací. Nejstarší sedimenty vznikly před 280 milióny lety v permu. Permskou sedimentaci vystřídala na 120 miliónů let eroze. Po ní v druhohorách zaplavilo území svrchnojurské mělké a teplé moře, v němž se ukládaly pískovce a poté vápence a dolomity obsahující mořskou faunu. Další sedimentace začala před 95 milióny lety na začátku svrchní křídy. Dlouhá eroze po křídové sedimentaci místy vytvořila zarovnané povrchy, pokryté z části zaoblenými úlomky křemitých a železitých pískovců. Křídový povrch se vylámal do ker. Obnovily se pohyby na lužickém zlomu, podél něhož se zvedla severní kra nejméně o 1 km.

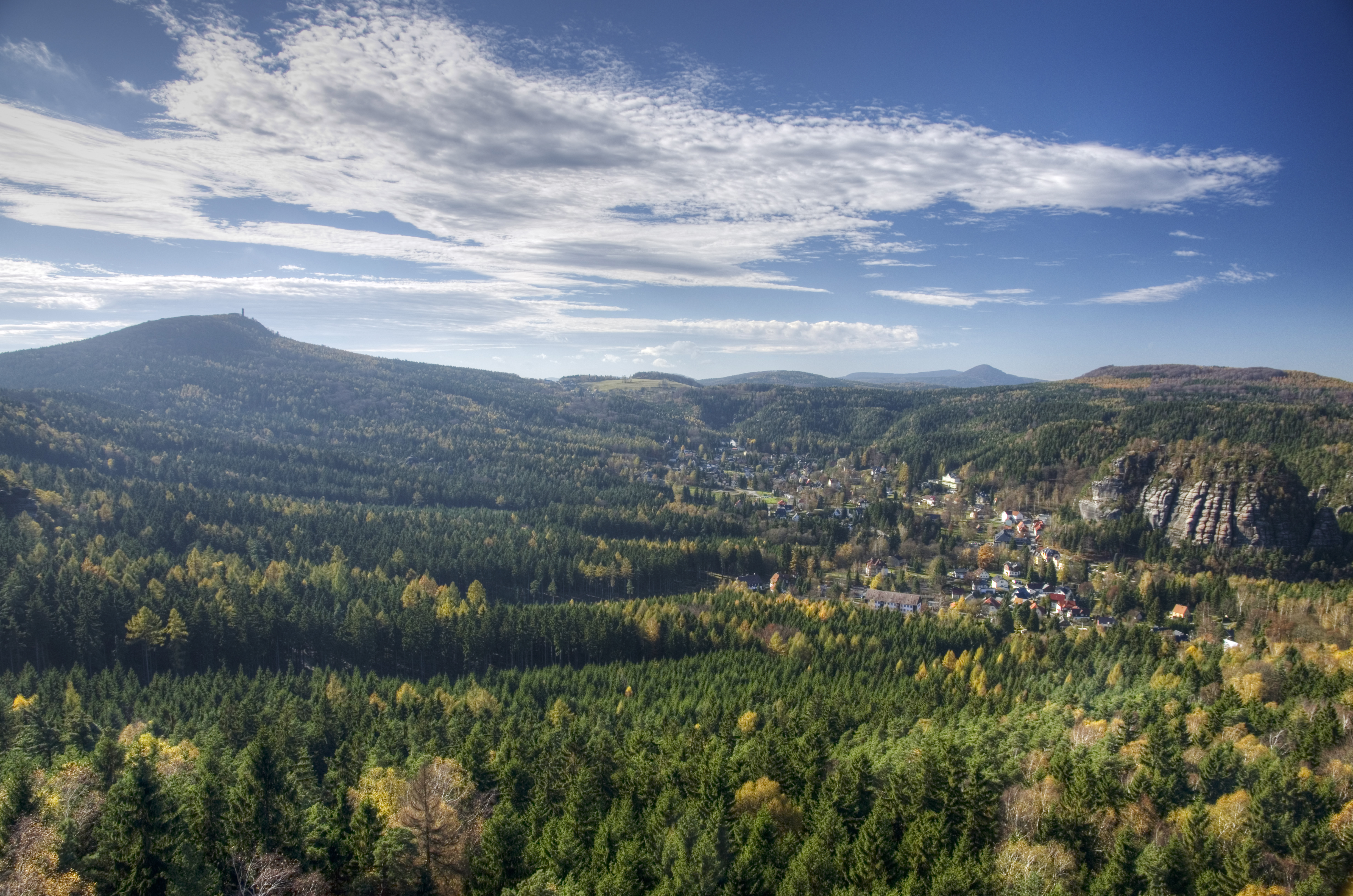
Hora Hvozd a město Oybin

Erozi přerušila vulkanická činnost, která vyvrcholila před 20–30 milióny let na konci starších třetihor. Vulkanity tvoří několik set těles různých velikostí, z nichž mnohá jsou výplněmi drah, jimiž magma vystupovalo na povrch. Jejich koncentrace je spolu s centrální částí Českého středohoří největší v Evropě. Po skončení vulkanické činnosti byly Lužické hory vulkanickým pohořím. Od konce třetihor se postupně ochlazovalo klima, charakterizované ve čtvrtohorách střídáním ledových a meziledových dob. Začala eroze, která stále pokračuje. Podél lužického zlomu klesla severovýchodní kra a eroze ve vyšší kře snížila její povrch o 250 až 300 metrů. Eroze dále obnažila mnoho podpovrchových těles, která bývají mylně pokládána za sopky. Platí to především pro znělcové a trachytové kupy a lakolity, jež převyšují až o několik set metrů úpatí, například vrcholy Jedlová, Bouřný nebo Klíč.
Kromě eroze stále probíhala od konce třetihor akumulace sedimentů. Ovlivnilo ji především zvyšování výškových rozdílů při erozi spolu s klimatickými změnami ve čtvrtohorách. Při zalednění ve středním pleistocénu před 300 až 350 tisíci lety dosáhl severoevropský ledovec až k severnímu úpatí Lužických hor. Zda ledovec postoupil přes Jítravské sedlo dále na jih, je předmětem odborných diskusí. Pozůstatkem ledovce je morénová akumulace u Jítravy.

## Geomorfologie

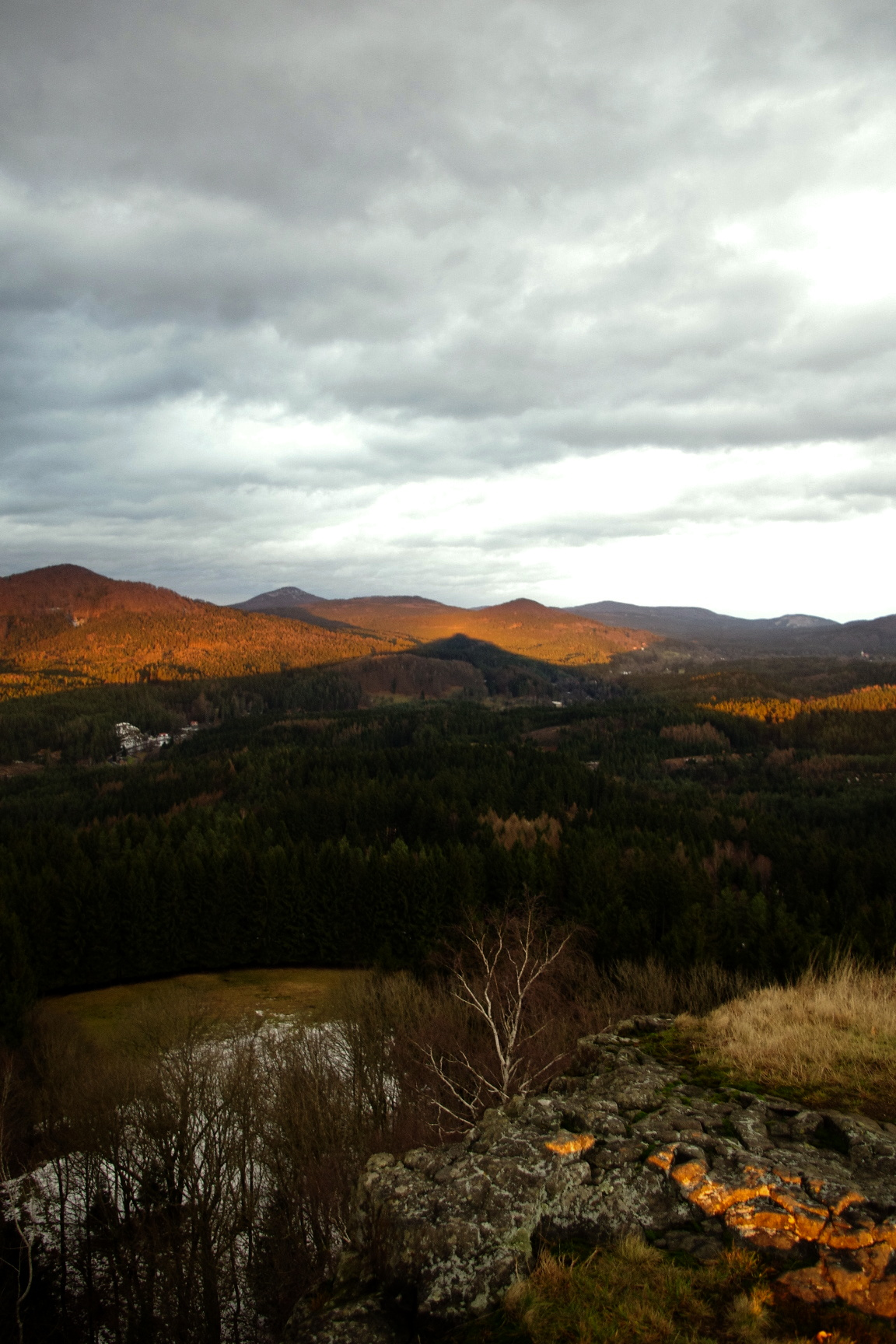
Výhled při západu slunce na Lužické hory ze Středního vrchu s jeho stínem

Českou část Lužických hor tvoří dva geomorfologické podcelky, Lužický hřbet a Kytlická hornatina. Každý z nich má po dvou okrscích; Lužický hřbet se dělí na Jedlovský a Hvozdský hřbet, Kytlická hornatina na Klíčskou hornatinu a Chřibskokamenickou kotlinu.
Od severněji položené nižší Šluknovské pahorkatiny odděluje Lužické hory linie spojující vsi Kyjov, Rybniště a Dolní Podluží v okrese Děčín, od jižně ležící Ralské pahorkatiny pak spojnice mezi Novým Borem, Svorem, Mařenicemi, Heřmanicemi a obcí Kněžice. Na severu a severozápadě překračují státní hranici a pokračují pod názvem Žitavské hory až k ostré hranici s Žitavskou pánví. Na západní straně s Lužickými horami sousedí Děčínská vrchovina, spojnicí je linie Kyjov, Doubice, Chřibská, Studený, Kunratice a Česká Kamenice. Od Českého středohoří odděluje Lužické hory sedlo u Polevska, zhruba je tato hranice na spojnici mezi Českou Kamenicí, Pryskem a Novým Borem. Na východě odděluje sousední Ještědsko-kozákovský hřbet sedlo u Horního Sedla. Východněji položené Jítravské sedlo je již geomorfologicky součástí Ještědsko-kozákovského hřbetu. Jihozápadně od Hrádku nad Nisou se Lužické hory stýkají se Žitavskou pánví.
Jedlovský hřbet je nejvýše položená a plošně rozsáhlejší západní a střední část Lužického hřbetu, rozkládající se od Doubice ke sníženině u Světlé pod Luží. Je tvořen turonskými, coniackými a santonskými pískovci s průniky většinou znělcových a trachytových, vzácněji čedičových hornin. Nejvýše položená část Jedlovského hřbetu mezi Světlou pod Luží a Jiřetínem pod Jedlovou se vyznačuje rozsáhlými trachytovými a znělcovými vrchy tvaru kup a krátkých hřbetů. Dominantami jsou nejvyšší hora pohoří Luž, dále Pěnkavčí vrch, Bouřný, Čihadlo a Suchý vrch, na jehož severní straně se nachází puklinová paledová jeskyně. Čedičové jsou Pětikostelní kámen a Pařez. Kozí hřbet vznikl na znělcové žíle pronikající granodioritem. Pískovec je zde na povrchu poměrně vzácný. Na pískovci je Milštejn se zříceninou hradu a skalní bránou, dále Čertova pláň s Jezevčím kamenem či kaňon Svitavky u Rousínova. Střední část hřbetu se Stožeckým sedlem dosahuje nejvyšší výšky na vrcholu Jedlové, dalšími vrchy pod 700 metrů jsou Tolštejn a Malý Stožec, dále čedičová Jelení skála a Stožec. Západní část nepřesahuje nadmořskou výšku 600 metrů a nacházejí se zde znělcové vrcholy Plešivec, Široký vrch a čedičová Spravedlnost. Na Vápenném vrchu byla tektonicky při lužickém zlomu vyzdvižena kra jurských pískovců a vápenců.
Hvozdský hřbet ve východní části Lužického hřbetu je budován z velké části středoturonskými pískovci s průniky třetihorních sopečných hornin, které vytvářejí výrazné sopečné vrchy v západní části Hvozdského hřbetu. Vrcholy Hvozd, Plešivec, Sokol, na pískovcích vznikl také hřbet Zámeckého vrchu. Z pískovců jsou i vrcholové skály Krkavčích kamenů. Ve východní části jsou pozůstatky sopečné činnosti vzácnější, přesto se zde vyskytují ve formě Loupežnického vrchu a Liščí hory. Pískovce se výrazně uplatňují na Vraních skalách. Horní skály s mohutnými věžemi jsou cvičným horolezeckým terénem. Vedle nich horolezci využívají Popovu skálu a Pískový vrch.
Klíčská hornatina má členitý reliéf s četnými vulkanickými vrchy, které tvoří kupy, kužely a ploché hřbety. K nejvýraznějším patří Klíč, Velký a Malý Buk, Velká Tisová a Sokol. Z čediče jsou Studenec, Zlatý vrch, Kamzičí vrch (býv. Chřibský vrch), Ovčácký vrch nebo Střední vrch u Dolního Prysku. Charakteristickým rysem sopečných vrchů jsou skalní stěny a srázy spolu s mohutnými suťovými poli. Území přetíná údolí horního toku Kamenice s kaňonem pod Pustým vrchem. Pískovec se na povrchu uplatňuje v okolí Jehly u České Kamenice.
Chřibskokamenická kotlina je malá sníženina na Chřibské Kamenici, v pískovcové oblasti s ojedinělými sopečnými suky.
Na německé straně se Žitavské hory strmě zdvihají ze Žitavské pánve s výškovým rozdílem až 500 metrů a pod Oybinem jsou rozdělené údolím potoka Goldbach. Nejznámějšími vrcholy v této oblasti hor s pískovcovými skalními městy jsou Töpfer, Ameseinberg a Oybin. Charakteristické jsou zde pískovcové skalní tvary, strmé kaňony či skalní věže. Znělec vytvořil vrcholy Luž, Hochwald, Jonsberg a Buchberg.
Na německé straně mají Žitavské hory rozlohu necelých 43 km² a jsou považovány za rozlohou nejmenší německé pohoří.
Vnímání Lužických hor v očích veřejnosti nesouvisí s hranicí geomorfologického celku Lužické hory, ani s administrativní hranicí CHKO Lužické hory. V obecném povědomí se do Lužických hor zahrnuje i oblast jižně od silnice I/13, lokality východně od Nového Boru s dominantou vrchu Ortelem a se skalním hradem Sloup. Naopak západní část Lužických hor, tedy území u Doubice a Krásné Lípy, již v očích veřejnosti patří k Českému Švýcarsku. I lokální webové stránky o Lužických horách mají značný přesah a propagují pod Lužickými horami například i Panskou skálu, která je geomorfologicky součástí Českého středohoří, Vlčí horu u Krásné Lípy a další turistická místa.
| Geomorfologické členění české části Lužických hor                      | Geomorfologické členění české části Lužických hor | Geomorfologické členění české části Lužických hor |
| ---------------------------------------------------------------------- | ------------------------------------------------- | ------------------------------------------------- |
| ČESKÁ VYSOČINA • Krkonošsko-jesenická subprovincie • Krkonošská oblast |                                                   |                                                   |
| LUŽICKÝ HŘBET                                                          | Jedlovský hřbet                                   | Luž (793 m)                                       |
| LUŽICKÝ HŘBET                                                          | Hvozdský hřbet                                    | Hvozd (749 m)                                     |
| KYTLICKÁ HORNATINA                                                     | Klíčská hornatina                                 | Klíč (760 m)                                      |
| KYTLICKÁ HORNATINA                                                     | Chřibskokamenická kotlina                         | Lipový vrch (403 m)                               |
| PROVINCIE • Subprovincie • Oblast / Celek / PODCELEK • Okrsek • Vrchol |                                                   |                                                   |

### Vrcholy

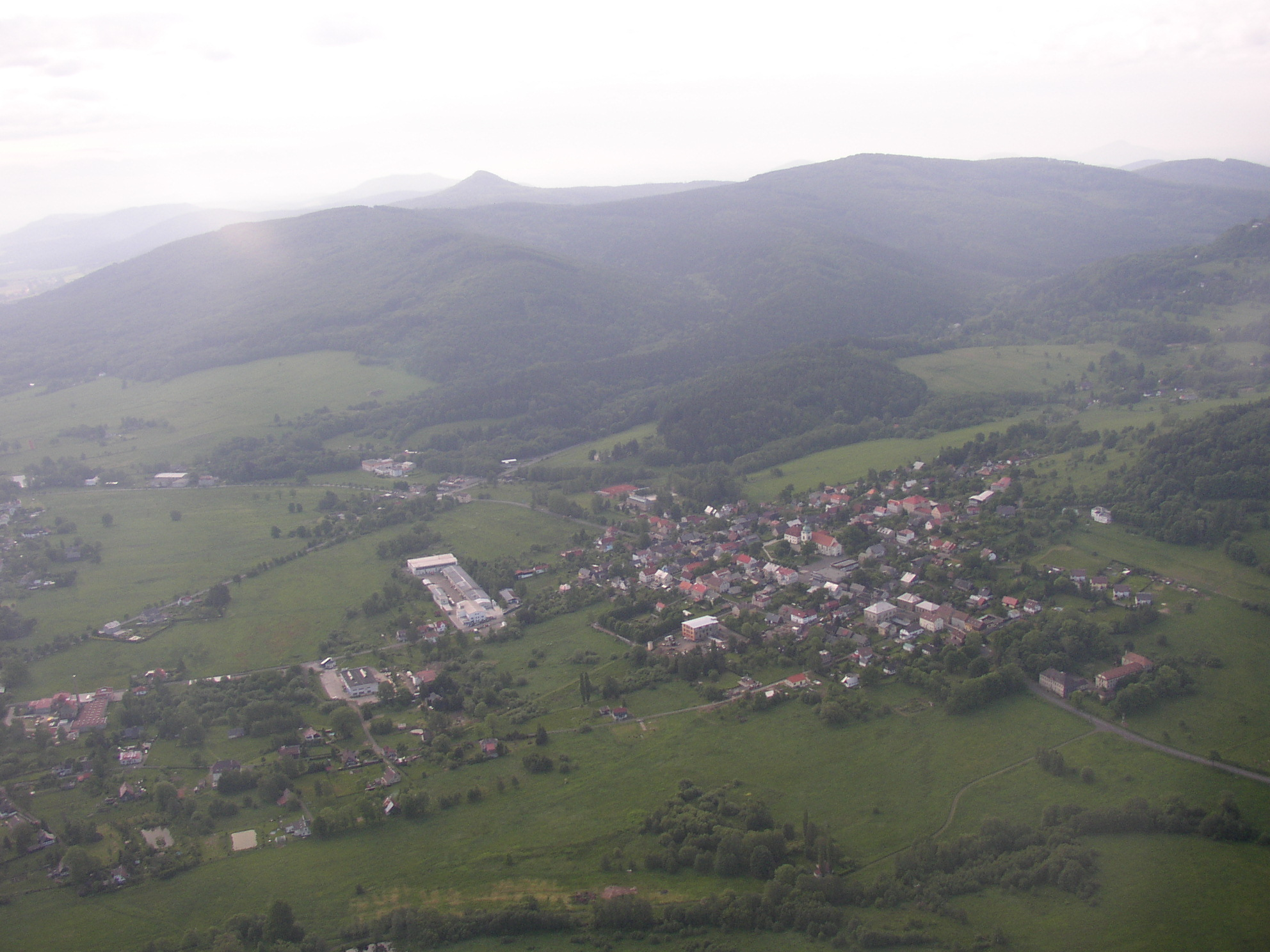
Letecký pohled na část Lužických hor, v popředí Jiřetín pod Jedlovou, v pozadí zleva Weberberg, údolí Milířky, Luž a Pěnkavčí vrch

Celkem deset hor přesahuje hranici 700 m n. m.:
|     | Obrázek | Název                | Výška | Promi- nence | Okrsek            | Stát          |
| --- | ------- | -------------------- | ----- | ------------ | ----------------- | ------------- |
| 01. |         | Luž                  | 793 m | 368 m        | Jedlovský hřbet   | Česko/Německo |
| 02. |         | Pěnkavčí vrch        | 792 m | 140 m        | Jedlovský hřbet   | Česko         |
| 03. |         | Jedlová              | 776 m | 220 m        | Jedlovský hřbet   | Česko         |
| 04. |         | Klíč                 | 760 m | 208 m        | Klíčská hornatina | Česko         |
| 05. |         | Hvozd                | 749 m | 235 m        | Hvozdský hřbet    | Česko/Německo |
| 06. |         | Studenec             | 737 m | 201 m        | Klíčská hornatina | Česko         |
| 07. |         | Velký Buk            | 736 m | 184 m        | Klíčská hornatina | Česko         |
| 08. |         | Malý Buk             | 713 m | 139 m        | Klíčská hornatina | Česko         |
| 09. |         | Weberberg (Vyhlídka) | 711 m | 059 m        | Jedlovský hřbet   | Česko         |
| 10. |         | Bouřný               | 703 m | 076 m        | Jedlovský hřbet   | Česko         |

## Půdy
Půdy se v Lužických horách vyznačují nízkou, řidčeji střední kvalitou. Zastoupeny jsou zde typy půd charakteristické pro oblasti s vyšší nadmořskou výškou a chladnějším klimatem. V pískovcových oblastech dominují podzoly a hnědozemě. Ve skalnatých oblastech a na příkrých svazích se místy vyskytují rankery na pískovcových sutích s vysokým obsahem humusu nízké kvality, se slabým poutáním vody a živin. Tyto půdy mají malé zemědělské využití, typické jsou pro lesní porosty. Část území na severní straně hor se nachází na žulovém podkladě. Na ní se vyvinuly kyselé hnědozemě, kambizemě a pseudogleje se zemědělským využitím většinou jako pastviny. V údolích se nachází glejové půdy na různých substrátech, v závislosti na podkladu písčité až hlinité a většinou zalesněné. Na čedičových vrcholech se vyskytují sutě a hnědozemě. S klesající nadmořskou výškou se mění půdní typy od podzolů přes hnědozemě k pseudoglejům.

## Podnebí
Dle Quitta náleží česká část Lužických hor k mírně teplé oblasti MT2, která je charakteristická krátkým, mírným až mírně chladným, mírně vlhkým létem, krátkým přechodným obdobím, mírným jarem, mírným podzimem a suchou, normálně dlouhou zimou s mírnými teplotami a s normálně dlouhou sněhovou pokrývkou. Ve vegetačním období spadne průměrně 450 až 500 milimetrů srážek, v zimním období 250 až 300 milimetrů.
Lužické hory představují výrazný povětrnostní předěl. Běžně se projevují rozdíly v počasí v témže čase na severních a jižních svazích, tedy na sever a jih od Stožeckého sedla na vzdálenost necelých 10 kilometrů. Zajímavou zkušenost získali pražští chalupáři, je běžné, že předpověď počasí pro Čechy v Lužických horách vychází podstatně méně než předpověď počasí pro Sasko, zejména na severní straně hor.
Německou část hor výrazně ovlivňuje převážně západní a severozápadní proudění vzduchu. V zimní polovině roku vane z hor od východojihovýchodu a jihojihozápadu fén nazývaný Böhmischer Wind (Český vítr). Díky členitému reliéfu se na malém prostoru projevují výrazné klimatické rozdíly. Oblaka se objevují přibližně od nadmořské výšky 550 m. V Horní Lužici se průměrné roční srážky pohybují mezi 500 a 600 mm (podprůměr v rámci Německa) a v horách narůstají přibližně o 60 mm na 100 m nadmořské výšky.

## Vodstvo

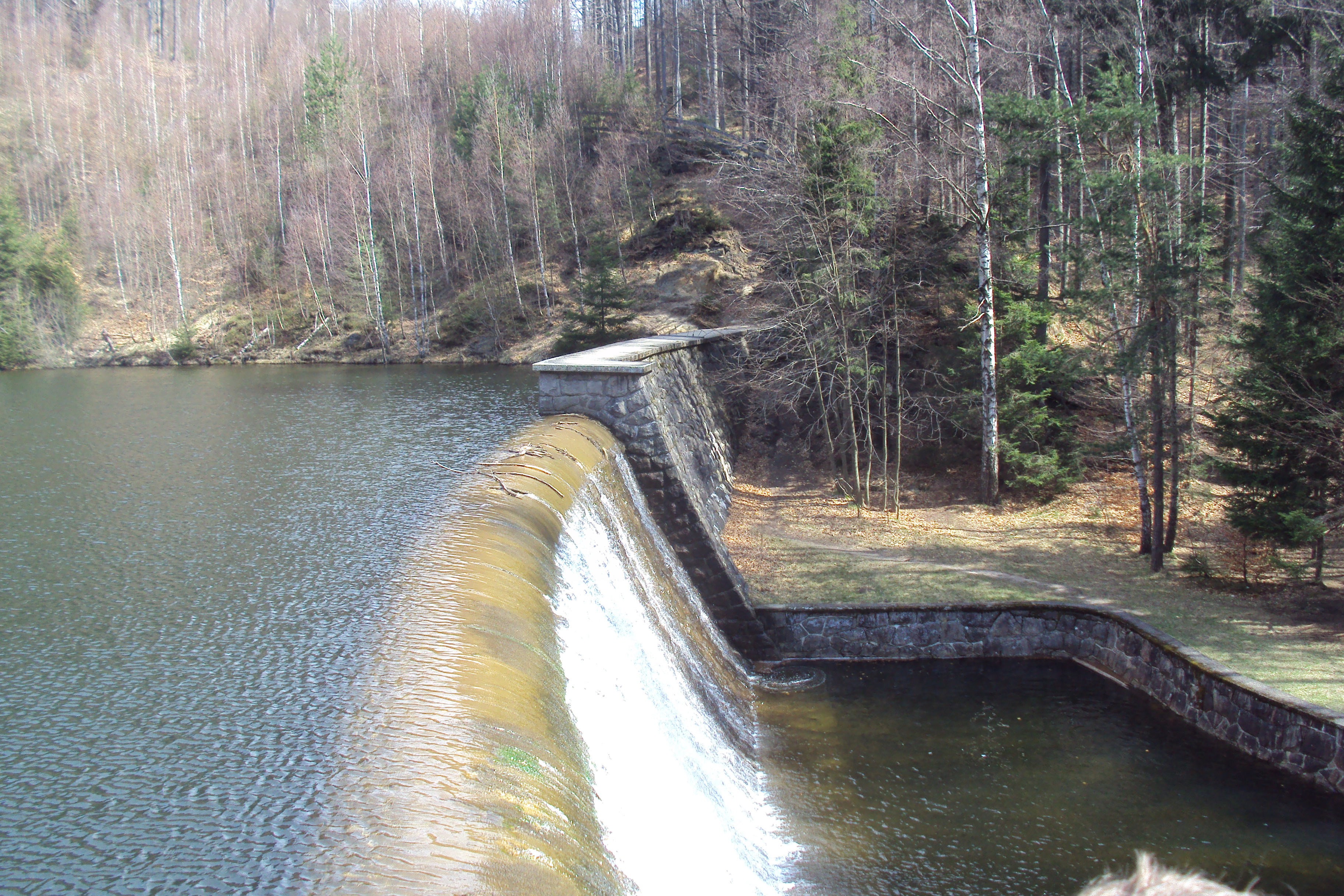
Přehrada Naděje

Po hlavním hřebeni Lužických hor probíhá hlavní evropské rozvodí Severního a Baltského moře po linii Popova skála – Hvozd – Luž – Pěnkavčí vrch – Jelení skála – Jedlová – Malý Stožec – Plešivec – Široký vrch. Lužické hory jsou pramennou oblastí bez větších vodních toků. Nejvýznamnější tok, říčka Kamenice pramenící u Jelení skály s hlavním přítokem Chřibskou Kamenicí, má u České Kamenice šířku čtyři metry. Toky, odvodňující východní část hor, jsou Šporka s pramenem východně od Polevska a Svitavka pramenící jako Zwittelbach na Buchtbergu u Jonsdorfu asi 1 km za státní hranicí, na které se nacházejí Kunratické rybníky. Boberský potok s pramenem u Nové Hutě a Heřmanický potok s pramenem pod Hvozdem jsou drobnější pravostranné přítoky Ploučnice. Severní svahy odvodňují menší potoky ústící do Nisy a jejího přítoku Mandavy. Vodním tokem s největším průtokem na severním českém podhůří je Lužnička, která pramení u Rybniště, a do které se v Dolním Podluží vlévá Lesenský potok.
V centrální části se nachází několik rybníků, mezi větší patří Hraniční rybník, Malý a Velký jedlovský rybník, Rolský a Svorský rybník. Vyznačují se studenou, kyselou, na živiny chudou vodou. V roce 1926 zde byla vybudována vodárenská nádrž Chřibská o rozloze 12,7 ha, s 26 metrů vysokou a 195 metrů dlouhou sypanou hrází. Přehrada Naděje o rozloze 1,2 ha z roku 1938 na Hamerském potoce má 10 metrů vysokou a 92 metrů dlouhou hráz. V Lužických horách jsou i menší vodopády, jako jsou Chřibské vodopády v údolí pod Plešivcem východně od Chřibské a Luční vodopád na Lučním potoce asi 1 km jižně od samoty Křížový Buk na jihozápadním úbočí Javoru.
V Žitavských horách se nacházejí vodní toky o celkové délce cca 30 kilometrů. Německá strana hor leží na severní straně pohoří a má relativně vysoký srážkový úhrn. Pramení tu početné vedlejší přítoky Mandavy, jako Goldbach, Grundbach, Pochebach a Waltersdorfer Dorfach. Malá část v okolí Lückendorfu je odvodňována do Labe. V pohoří nejsou žádné větší přirozené vodní plochy. Rozkládají se zde jen malé a nejmenší rybníky, z velké části sloužící jako požární nádrže. Vodní plochy představují 0,2 procenta rozlohy území.
Toky v Lužických horách spravují na české straně Povodí Ohře a Lesy České republiky, Oblastní správa toků v Teplicích. Drobné vodní toky jsou většinou ve správě jednotlivých obcí. Malou část pohoří na východě spravuje Povodí Labe. Tato část hor je však bez významnějších vodních toků. Severní část Lužických hor na východě patří pod povodí 2-04-07 Lužická Nisa po Mandavu, tvoří jej levostranné bezejmenné přítoky Lužické Nisy v Dolním Sedle a Dolní Suché.

## Flóra

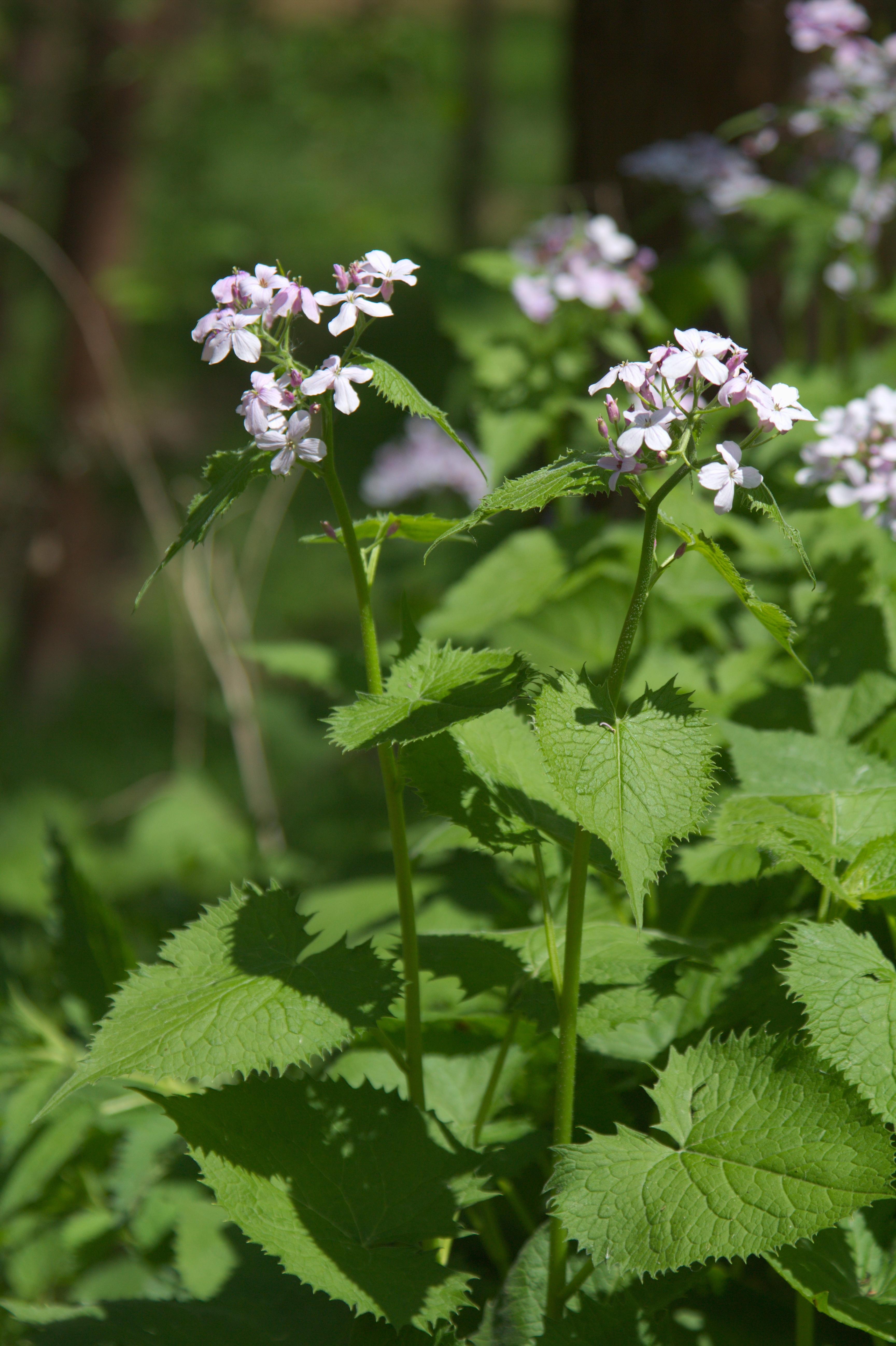
Měsíčnice vytrvalá

Z fytogeografického hlediska jsou Lužické hory řazeny do praesudetica, území s prvky hercynské květeny původem z Krušných hor a sudetské květeny z Jizerských hor a Krkonoš. Ve smrkových monokulturách při okrajích cest se hojně vyskytuje kapradina žebrovice různolistá. Dále zde roste náprstník červený pocházející ze západní Evropy. V podmáčených smrčinách najdeme sedmikvítek evropský. Na vrcholcích kopců a v suťových svazích na čedičovém či znělcovém podloží se vyvinuly květnaté bučiny a smíšené listnaté lesy podhorských poloh. V nich roste kyčelnice devítilistá, lýkovec jedovatý a hojná mařinka vonná. Porosty měsíčnice vytrvalé najdeme pod Studencem na ploše 6 ha. Na pískovcovém podloží se vyvinuly druhově chudší bikové bučiny s bikou bělavou. Unikátní je květena příkrých skalních stěn na Klíči, kde rostou relikty z doby ledové hvězdnice alpská, kapradinka skalní či česnek sibiřský. Na krystalických vápencích v západní části hor na Vápenném vrchu jsou orchidejové bučiny reprezentované okroticí bílou a červenou a kruštíkem širolistým.
S výjimkou nejextrémnějších stanovišť tvoří lesy na většině území Lužických hor potenciálně přirozenou vegetaci. Na bohatších půdách vzniklých na vulkanických horninách se jedná o květnaté bučiny, které se vyskytují na většině území Lužických hor. Vyznačují se převahou buku s příměsí dalších druhů listnatých dřevin a jedle. Jedle je však v dnešní době v Lužických horách vzácná. Bohatě je též vyvinuto bylinné patro. V květnatých bučinách roste kyčelnice devítilistá a cibulkonosná, lilie zlatohlávek, árón plamatý, pitulník žlutý, kapraď samec, strdivka nicí, lýkovec jedovatý či samorostlík klasnatý.
Na pískovcovém podkladu rostou acidofilní, mnohem jednotvárnější bučiny, s chudým bylinným patrem. Vyskytují se zde též holé bučiny, na zemi se nachází pouze vysoká vrstva bukového listí bez jiné vegetace. Do teplejších míst na jihovýchodě zasahují borové doubravy a údolí potoků lemují jasano-olšové luhy s bohatým bylinným podkladem. Na jižních skalnatých svazích hory Klíč se zachoval řídký porost dubu zimního s jeřábem, javorem klenem, jilmem a lískou, který patří mezi nejvýše položené teplomilné doubravy v Čechách.
Louky a pastviny jsou v Lužických horách chudé, rostou v nich málo náročné druhy trav jako kostřava červená, psineček tenký. Louky v podhůří jsou druhově bohatší, na jaře na nich vyrůstají tisíce exemplářů prvosenky vyšší, někde doprovázené penízkem alpským, podél potůčků devětsilem bílým. Při okrajích lesů roste prstnatec májový, prha arnika a ojediněle vstavač mužský. V loukách u Kytlice se vyskytuje zplanělý šafrán jarní. V rašeliništích na úpatí Luže roste mezi rašeliníky a vstavačovitými také rosnatka okrouhlolistá.

### Ekosystémy

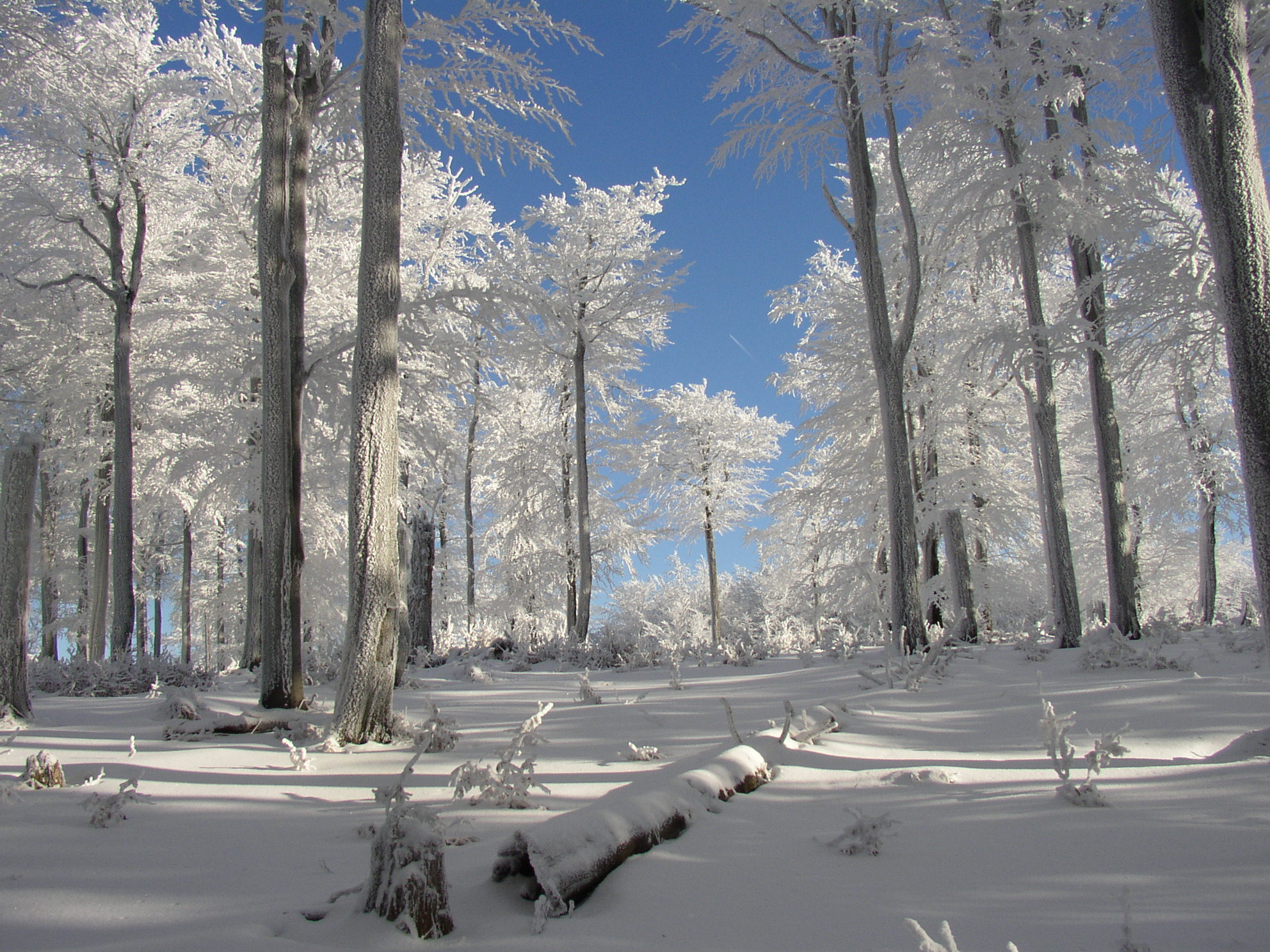
Bukový porost pralesovitého charakteru na vrcholu Pěnkavčího vrchu v zimě

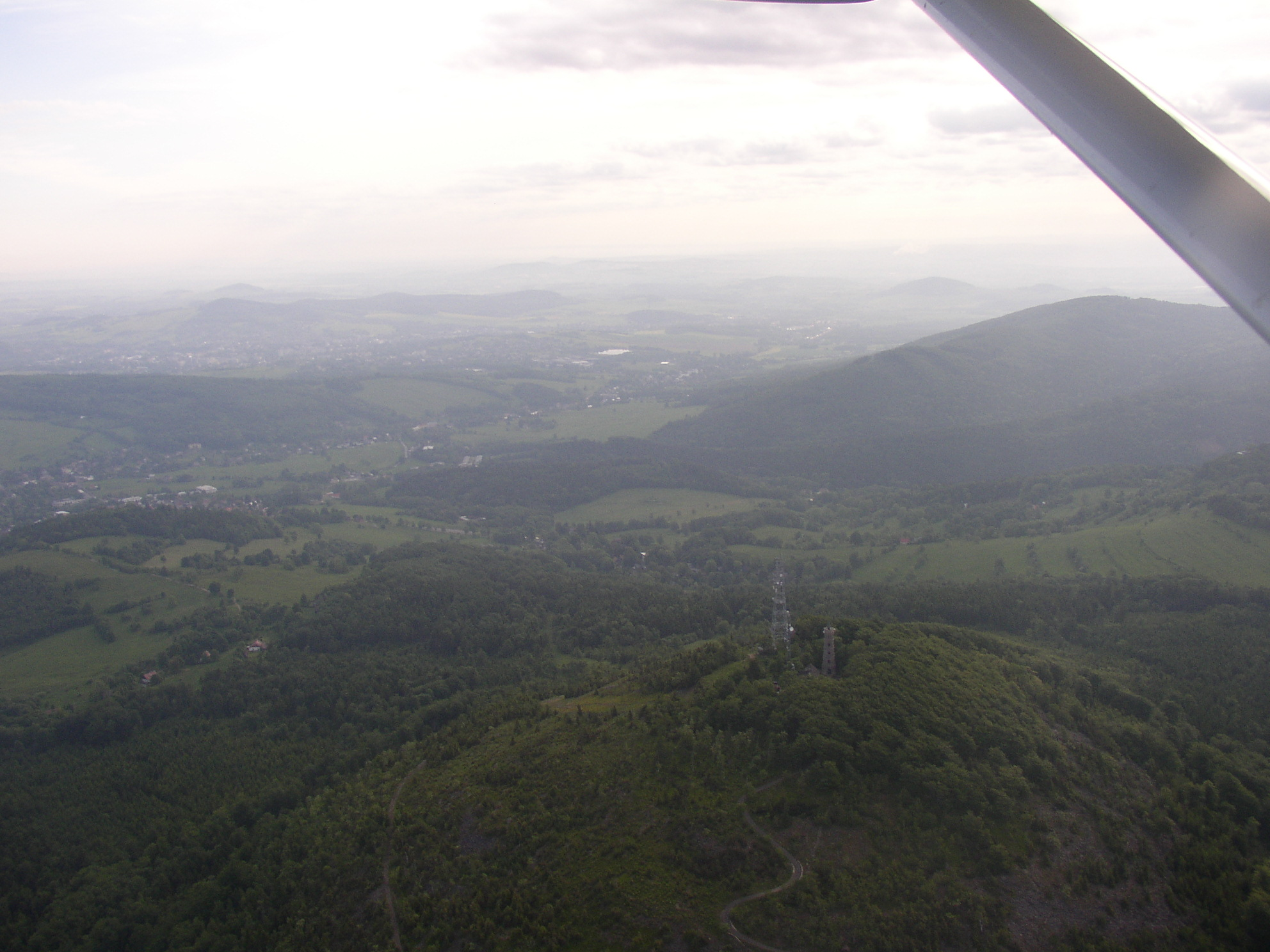
Letecký pohled na vrchol Jedlové

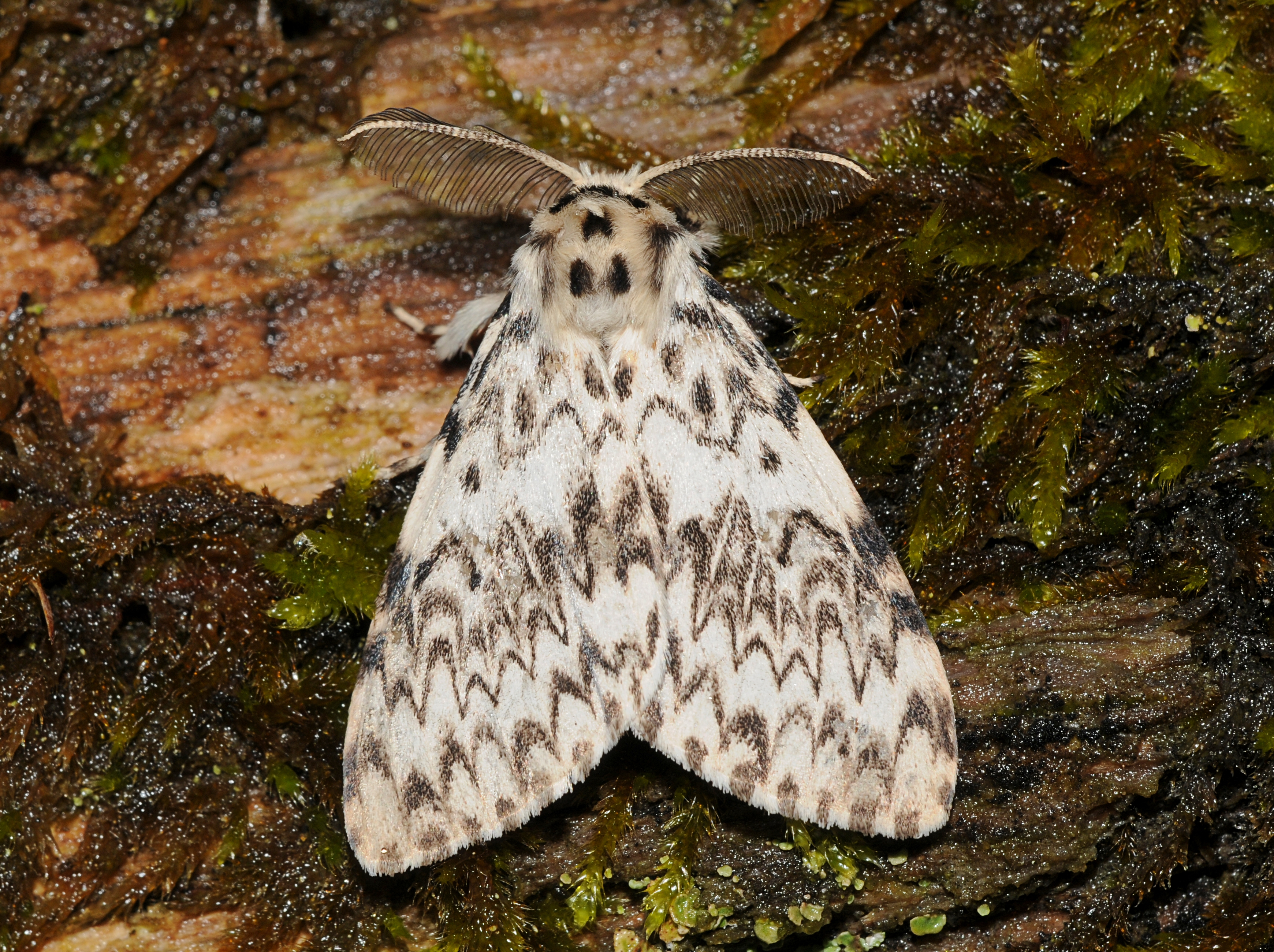
Bekyně mniška

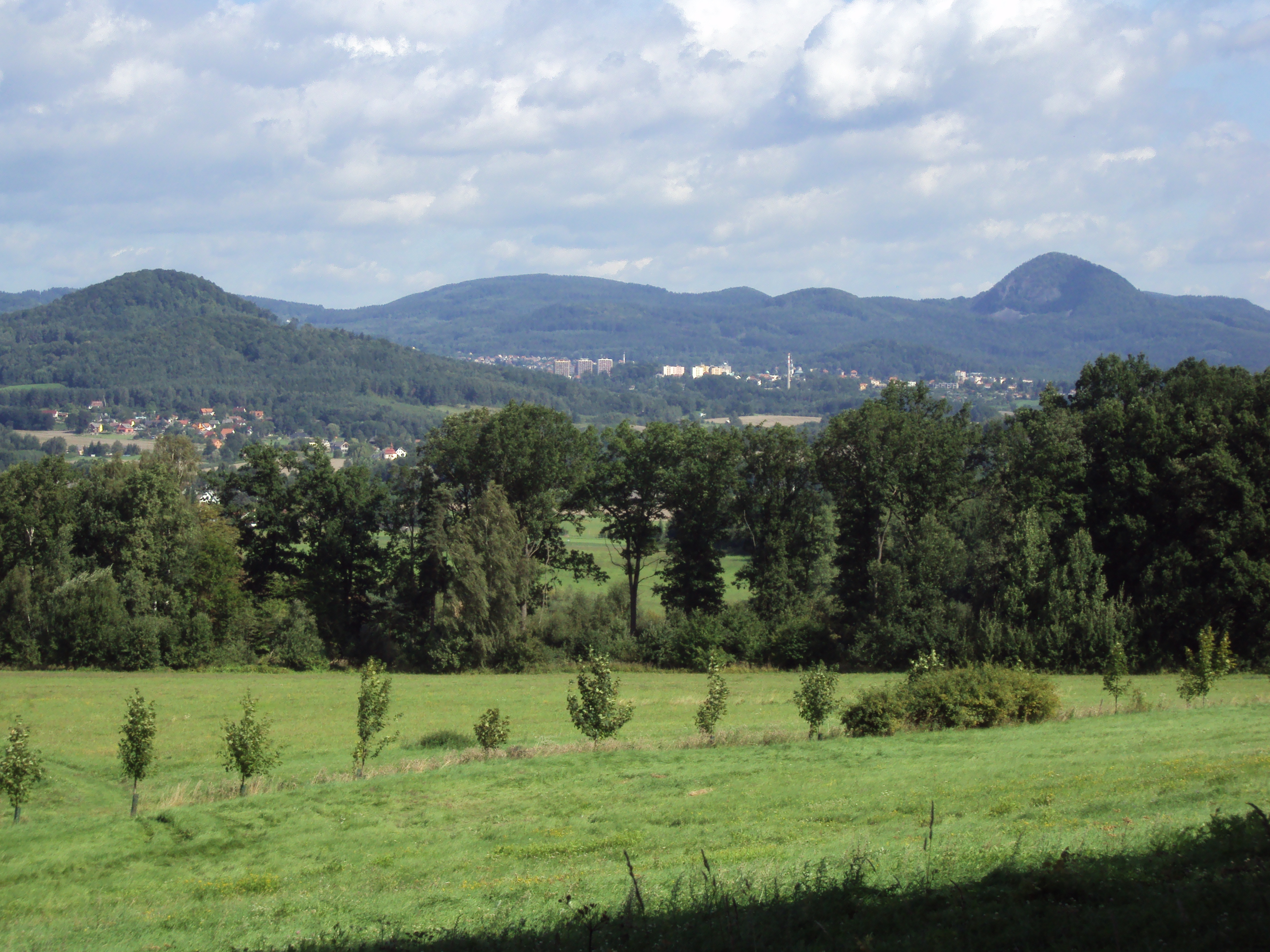
Lužické hory z jihu od České Lípy

Lesy se na území Lužických hor vyvíjely od konce poslední doby ledové, kdy na jejich území převládaly otevřené formace stepí a tundry. Přibližně 8300 až 7000 let před naším letopočtem nahradily chladnou step světlé březo-borové lesy. V nich borovici kleč vystřídala borovice lesní a břízu pýřitou bříza bělokorá. V zamokřených polohách se začaly vyskytovat vrby i náročnější dřeviny, například dub, jilm, lípa a líska obecná. V březo-borových lesích převažovala borovice, zastoupení bříz a vrb zůstávalo pod deseti procenty.
V období 7000 až 6000 let před naším letopočtem byla průměrná teplota přibližně o 2 °C vyšší než ve 20. století a podnebí získalo kontinentální ráz. Ve světlých borových lesích se rychle začala šířit líska. V letech 6000 až 4000 před naším letopočtem byly srážky o 60 až 70 procent vydatnější než dnes, průměrná teplota byla o 3 °C vyšší než dnes a podnebí dosáhlo postglaciálního maxima. V Lužických horách i do nejvyšších poloh dosáhl smíšený dubový les, který zůstal na jižní straně Klíče dochován dodnes. Současně se začal šířit smrk a olše za silného ústupu borovice. Buk lesní a jedle bělokorá se v Lužických horách začaly rozšiřovat velmi zvolna v letech 4000 až 1250 před naším letopočtem. Jedle se do Lužických hor dostala z glaciálních refugií jihozápadně od Alp. Během této doby bukojedlové lesy obsadily většinu Lužických hor. V letech 1250 až 750 před naším letopočtem bylo suché a výrazně teplé období s teplotami o 1 až 2 °C vyššími než dnes. Bukojedlové lesy tehdy dosáhly maximální rozlohy a na severní straně Lužických hor se objevili první lidé lužické kultury. V letech 750 před naším letopočtem až 600 našeho letopočtu se zřetelně zhoršilo podnebí, přibylo srážek a ochladilo se. Stromové patro květnatých bučin tvořil buk lesní, jedle bělokorá, javor klen a byl zastoupen jilm horský. V Lužických horách v této době nebylo trvalé osídlení, Markomané a Bójové zde měli pouze obchodní stezky.
Od roku 600 se zvýraznil kontinentální charakter podnebí, po roce 900 přišel teplejší ráz, který vyvrcholil v letech 1150 až 1300. Po roku 1300 pomalu nastupovala malá doba ledová, výrazná mezi lety 1550 až 1850, a s vrcholem na konci 17. století. Od 6. století osídlovali předhůří Lužických hor Lužičtí Srbové. V předhůří Lužických hor založili osady na místě dnešní Žitavy a Hrádku nad Nisou, v horách založili Doubici a Chřibskou. Do Lužických hor pronikali v souvislosti s německými vpády do Horní Lužice. V 11. století byly Lužické hory součástí Záhvozdu, který byl přirozenou ochranou proti zahraničním vpádům a byl chráněn. Ve 13. století byly zakládány hrady a osady po celém obvodu hor a na jejich území. Ve 14. století jsou první zmínky o Rynolticích, Petrovicích, Kněžicích, Cvikovu, Drnovci, Kunraticích, Mařeničkách, Mařenicích, Horní a Dolní Světlé, Horním a Dolním Prysku, Horní a Dolní Chřibské, Krásné Lípě a Varnsdorfu. Les zaujímal přibližně dnešní hranice. Odlesněná část Lužických hor byla přeměněna v relativně stabilní zemědělskou krajinu s remízky, mezemi a zatravněnými plochami. V 15. století se využívání dřeva z Lužických hor zintenzivnilo, bohaté zásoby dřeva přilákaly skláře. Vznikla sklárna ve Chřibské a později v Doubici. Další sklárny byly založeny v 16. až 18. století. V roce 1530 vznikla sklárna ve Falknově, roku 1554 v  Jiřetíně pod Jedlovou, v roce 1549 v Krompachu na úpatí Hvozdu a další sklářské hutě. Negativní dopad na lesy Lužických hor měla i třicetiletá válka, během které byla vypálena většina osad a panských dvorů, které musely být ze dřeva znovu postaveny. V 18. století vznikaly další sklářské hutě v Nové Huti, Okrouhlé, Trávníku a v roce 1757 v Novém Boru.
Dalšími spotřebiteli dřeva se staly zejména kovárny, cihelny, pivovary a tkalcovny a spotřeba dřeva stoupala i se vzrůstajícím počtem obyvatel. Vedle nadměrné těžby lesy poškozoval i pasoucí se dobytek, vytěžené lesní pastviny byly na šest let i více pronajímány na zemědělské využití. Těžba v lesích zpočátku probíhala výběrným způsobem. Kolem roku 1735 bylo započato s těžbou mýtním způsobem. Těžba stále vzrůstala a lesy již nebyly schopné se přirozeným způsobem obnovit. Vysazoval se především smrk, místy borovice a s úbytkem dřeva začaly mizet i sklárny. Koncem 18. století se objevily první snahy o ochranu lesů a na jednotlivých panstvích vznikaly první lesní plány jako nový způsob řízení hospodaření a využívání lesů. Jejich přetěžování ale pokračovalo do posledního desetiletí 19. století. Začínalo se přecházet na vytápění uhlím a po výstavbě železnice po roce 1860 radikálně poklesla těžba palivového dřeva, která do té doby tvořila přes devadesát procent těžby.
V 18. a 19. století byly lesy Lužických hor změněny na stejnověké, především smrkové lesy, na chudších stanovištích pak stejnověké borové monokultury se slabou příměsí jiných dřevin. Jen na nepřístupných místech na vrcholcích kopců zůstaly bučiny s ochuzeným bylinným patrem. Poklesla ekologická stabilita a lesy se staly méně odolné proti škůdcům a polomům. První písemný záznam o polomu je z roku 1660 a další záznamy jsou velice časté. Větší rozsah polomů byl v letech 1675, 1740. Roku 1801 zasáhla velká vichřice celou oblast Lužických hor. Velké škody způsobily větry v letech 1833 až 35 a 1868, 1894, 1904 a 1915, kdy celé Lužické hory rovněž postihla námraza. Na písčitém podkladě velmi škodilo sucho. Další pohromou tu byl kůrovec. Nejhorší následky Lužickým horám s sebou přinesla bekyně mniška, která se poprvé objevila v roce 1900. Mnišková kalamita vyvrcholila v letech 1910 a posléze v roce 1922. Mniška poškodila třetinu smrkových lesů Lužických hor a holiny po mniškové kalamitě byly zalesněny smrky nepůvodních druhů.
Při vzniku Československé republiky patřila většina české části Lužických hor čtyřem velkostatkům, velkostatek Rumburk vlastnili Lichtenštejnové, velkostatek Česká Kamenice Kinští, velkostatek Zákupy Habsburkové a velkostatek Grabštejn Clam-Gallasové. Část lesů na východě Lužických hor patřila městu Žitavě. Území Lužických hor v majetku Habsburků přešlo do majetku československého státu v roce 1918, velkostatek Rumburk v roce 1926, velkostatek Česká Kamenice v roce 1929 a velkostatek Grabštejn v roce 1945. V meziválečném období těžba nepřekračovala možnost reprodukce lesa.
Po druhé světové válce způsobil největší škody v lesích Lužických bořivý vítr 2. až 4. ledna 1976 a teplotní zvrat o 30 °C v noci z 31. prosince 1978 na 1. ledna 1979. V sedmdesátých letech 20. století bylo také zjištěno první poškození lesů imisemi z hnědouhelných elektráren v Německé demokratické republice (NDR) a v Polsku. Poškození imisemi bylo výrazné na jaře roku 1977 a v zimě 1978 až 1979 důsledkem současného působení imisí a mrazového šoku. Nejvíce byl poškozen les v oblasti Jedlové a Křížové hory u Jiřetína pod Jedlovou. Setkávaly se zde dva proudy exhalací ze západu zpod Krušných hor a z oblastí vysoké průmyslové koncentrace v Německé demokratické republice a v Polsku. Současné působení imisí a teplého počasí v letech 1982 až 1983 vedlo k přemnožení lýkožrouta smrkového. S nástupem socialismu došlo k exponenciálnímu nárůstu stavu jelení a srnčí zvěře a škod jí způsobených. Škody okusem se začaly projevovat na kulturách i náletech všech druhů dřevin. Výsadbu nových lesních sazenic je nutné chránit proti okusu, smrkové a borové nátěrem, ostatní oplocením.
V devadesátých letech 20. století tvořily smrkové porosty 62,8 procenta dřevinné skladby lesa, dalších 16 procent byla borovice, 3,2 procent modřín, 9,6 procent buk, 3,7 procent bříza, 1,2 procent olše a 3,7 procent ostatní dřeviny, jako javor klen, dub, jasan, habr a v minimální míře jedle a jilm. Lesy zabíraly 64,5 procent rozlohy chráněné krajinné oblasti Lužické hory, 28 procent tvořila zemědělská půda, 0,7 procent vodní plochy, 1,2 procent zastavěná plocha a 5,6 procent ostatní plochy. Na počátku 21. století byly kdysi rozsáhlé plochy listnatých a smíšených lesů nahrazeny smrkovými a v písčitých oblastech borovými monokulturami. V horším případě nepůvodními druhy dřevin (borovice vejmutovka či modřín opadavý), které opadem jehlic negativně ovlivňují chemické složení půdy. Časté jsou pomniškové porosty. Jsou to smrkové porosty, často nepůvodní, které byly vysazeny po mniškové kalamitě ve třicátých letech 20. století. Tyto porosty oslabené imisemi, kyselými dešti a dalšími vlivy včetně přirozených (kůrovec, námrazy, sníh, vliv větru) jsou velmi zranitelné. V důsledku větrné smršti, která propukla 24. května 2010 po 16. hodině, byl ve vrcholových partiích Lužických hor od úpatí Jedlové a od stejnojmenného nádraží, přes Jelení skálu, Bouřný a Suchý vrch až k Mařenicím poškozen pruh lesa o šířce 200 až 500 metrů a délce cca 5 kilometrů.

## Fauna

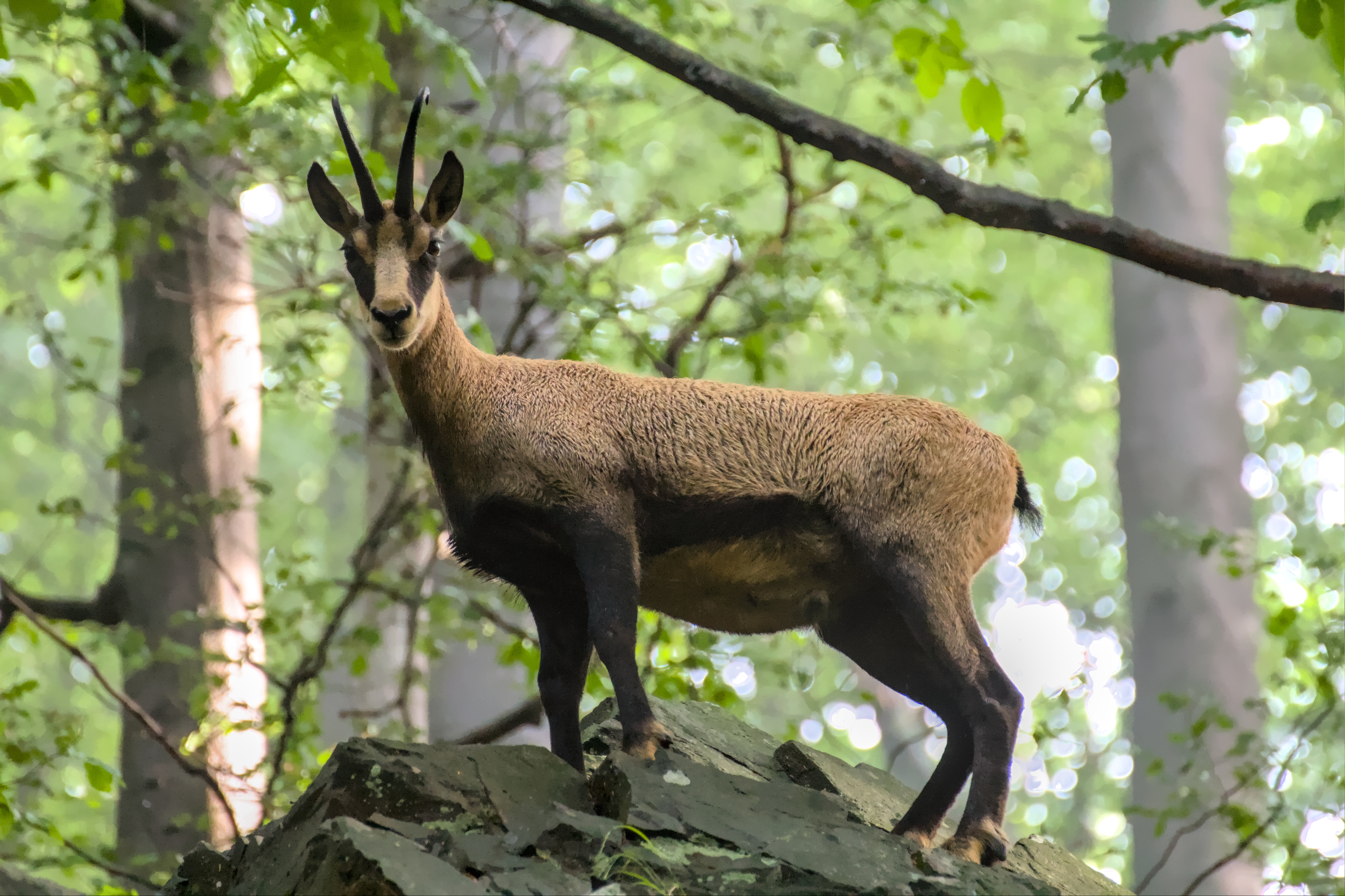
Kamzík na Kamzičím vrchu

Ve vodách Lužických hor se vyskytují jak původní domácí druhy ryb, například pstruh obecný potoční, lipan podhorní, střevle potoční, vranka obecná, hrouzek obecný, kapr obecný, lín obecný či štika obecná, tak i nepůvodní druhy ryb, například pstruh duhový, siven americký či amur bílý. Populace původních druhů ryb nebyla začátkem 10. let 21. století tak ohrožena invazivními druhy jako v jiných oblastech Česka, přesto se v některých vodních nádržích vyskytl karas stříbrný, který musel být odloven. Dále byl pozorován kormorán velký a přítomnost psíka mývalovitého by mohla způsobit problémy. K drobným obyvatelům potoků patří ploštěnky, korýši, rak říční či blešivec potoční, jejichž stav se na konci nultých let 21. století zvýšil. V letních měsících je však ohrožován nízkým stavem vody v menších tocích. Ze savců jsou nejlépe přizpůsobeni vodnímu prostředí potoků rejsec vodní, rejsec černý a vydra říční. Z ptáků žijí v blízkosti vodních toků ledňáček říční, konipas bílý, konipas horský a skorec vodní.
Lesy Lužických hor obývá pestrá paleta volně žijících zvířat. Vedle běžných druhů jako jelen evropský či srnec obecný zde žije početná populace kamzíka horského a vzácněji i muflon. Kamzík byl do Lužických hor dovezen na popud Karla hraběte Kinského v letech 1907 až 1908. Dnes je zde populace přibližně 250 kamzíků, žijících v okolí Studence, Pustého zámku a Klíče. V roce 2006 byl poprvé pozorován výskyt losa evropského. Černá zvěř, prase divoké, do Lužických hor přišla po druhé světové válce ze zničených obor v Německu a Polsku a rozmnožila se natolik, že působí značné škody. Ze šelem se běžně vyskytuje liška obecná, jezevec lesní, kuna lesní, kuna skalní, tchoř tmavý a v omezené míře rys ostrovid, který se rozšířil ze sousední oblasti Českého Švýcarska. Z ptáků se zde vyskytuje čáp černý, čáp bílý, sokol stěhovavý, káně lesní, káně rousná, výr velký, vzácně orlovec říční a orel mořský. Na začátku 21. století se začali objevovat chřástali a krkavci velcí. V jeskyních a štolách se vyskytují různé druhy netopýrů, ve skalních oblastech na východě Lužických hor žije plšík lískový a rejsek horský, v bučinách lze najít mloka skvrnitého.
V suťových polích na Klíči a Studenci se přes malou nadmořskou výšku vyskytují vysokohorské efekty a žijí zde i druhy hmyzu a pavoukovců, které se obvykle vyskytují ve vyšších nadmořských výškách, mimo jiné slíďák ostnonohý (Acantholycosa norvegica), střevlíci, v sutích na několika místech žije modrý střevlík Leistus montanus a Pterostichus negligens a i další druhy brouků. Z dalších bezobratlých se zde vyskytují z hmyzu horský druh mravence Monica rubida, v zimě pak lze najít sněhomilnou srpici sněžnici matnou a mouchy pavoučnici sněžnou a malou.

## Ochrana životního prostředí

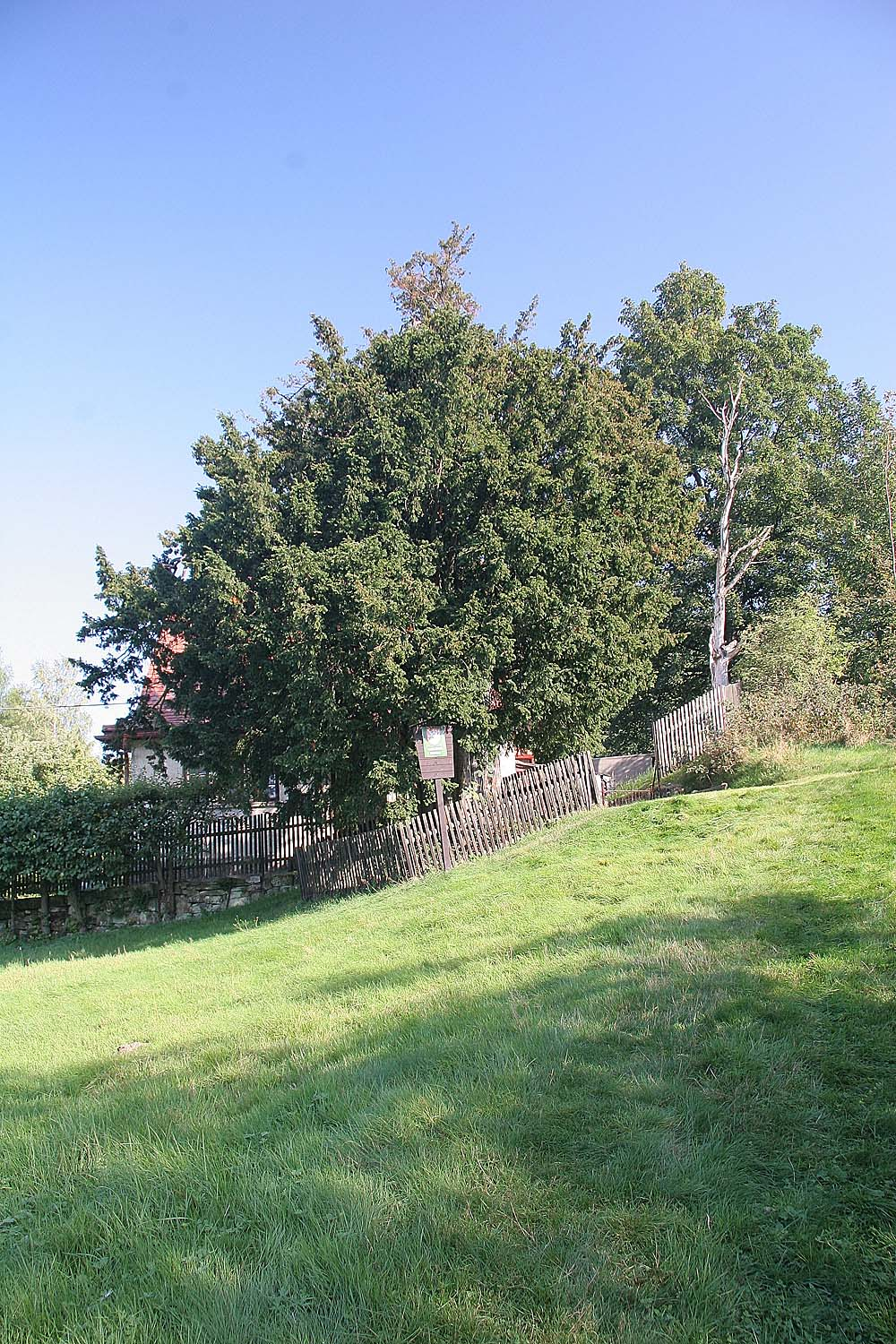
Památné tisy v Krompachu

Pro ochranu Lužických hor byla v roce 1976 vyhlášena CHKO Lužické hory, která má přesah do sousedních geomorfologických jednotek. Chráněná krajinná oblast má rozlohu 270 km², geomorfologická jednotka Lužické hory 199 km². Správa chráněné krajinné oblasti sídlí v Jablonném v Podještědí. V květnu 2017 bylo na území CHKO šestnáct maloplošných chráněných území, v nichž nejvýznamnější jsou národní přírodní rezervace Jezevčí vrch a národní přírodní památka Zlatý vrch, devět z nich jsou přírodními památkami a pět je přírodní rezervací. Řada dalších lokalit je připravena k vyhlášení. V téže době zde bylo devatenáct památných stromů, z nichž nejvýznamnější jsou tisy v Krompachu.
Na německé straně byla v roce 1958 na ploše 63 km² založena Chráněná krajinná oblast Žitavské hory (Landschaftsschutzgebiet Zittauer Gebirge), jejíž správa sídlí v Žitavě. Na území CHKO Žitavské hory se nacházejí dvě přírodní rezervace – Luž (NSG Lausche) a Jonsdorfské skalní město (NSG Jonsdorfer Felsenstadt). Je zde evidováno šest památných stromů.
S německou státní ochranou přírody i nevládními organizacemi zaměřenými na ochranu přírody a krajiny spolupracuje správa CHKO Lužické hory na společných pracích při výzkumu a monitoringu, praktických opatřeních v ochraně přírody i při práci s veřejností. Příkladem je úprava Naučné stezky Brazilka na okraji přírodní památky Brazilka u hranic, kde jsou umístěny dvojjazyčné tabule.

## Člověk a kulturní využití

### Osídlení
Německá strana Lužických hor byla do roku 1635 součástí Českého království a byla spolu s celou Horní a Dolní Lužicí územní změnou vyplývající z Pražského míru předána do správy saského kurfiřta Jana Jiřího I. 
Na území geomorfologické jednotky se nacházejí jen menší sídla. Na české straně je největším z nich město Chřibská v Chřibskokamenické kotlině, dále se zde nacházejí obce Doubice, Kytlice, Jiřetín pod Jedlovou, Mařenice a Krompach. V Sasku v horách leží Waltersdorf, Jonsdorf, Oybin a Lückendorf. Zastavěná plocha měst se nachází na hranicích jednotky či již mimo geomorfologickou jednotku.
Přes Lužické hory vedly již od pradávna obchodní stezky, známá je stará Pražská cesta, která spojovala vnitrozemí Čech s Lužicí a u Milštejna se napojovala na Lipskou cestu ze Žitavy. V roce 1806 ji nahradila dnešní silnice číslo 9 přes Stožecké sedlo s významnou kamionovou dopravou. Ze silnic II. třídy vedou Lužickými horami silnice číslo 270 z Jablonného v Podještědí do Petrovic a dále jako státní saská silnice S 133 do Žitavy a silnice číslo 263 z České Kamenice do Rybniště. Silniční hraniční přechody pro motorová vozidla jsou Petrovice – Lückendorf a Krompach – Jonsdorf. V ostatních hraničních přechodech nelze použít motorová vozidla.
Na území hor leží železniční stanice Jedlová, kde se od železniční trati Děčín – Benešov nad Ploučnicí – Rumburk odděluje železniční trať Bakov nad Jizerou – Jedlová. Na německé straně hor vede ze Žitavy do Jonsdorfu a Oybinu Žitavská úzkorozchodná dráha, která má lidové pojmenování „Bimmelbahn“, česky „zvonková dráha“.
V Lužických horách je několik vysílačů mobilních operátorů, nejvýznamnější jsou příhradové stožáry na Jedlové, které ale působí z krajinářského hlediska výrazně negativně. Přes Lužické hory se plánuje výstavba nového vedení velmi vysokého napětí 110 kV. Turisté mohou v Lužických horách využít evropských dálkových tras, a sice E3 nebo E10, které se zde pod vrchem Jedlová křižují. Vedle nich vede oblastí hustá síť značených turistických cest a cyklotras, z nichž nejvýznamnější jsou cyklotrasy číslo 21 a číslo 211. Nový Bor a obec Oybin spojuje cyklotrasa, která má pojmenování Cesta k sousedům.

### Sklářství
Činností, která od počátku osídlování ovlivňovala utváření krajiny a charakter vybraných sídel Lužických hor, je sklářství. Nejstarší doklady o existenci skláren v Lužických horách poskytují archeologické prameny, které datují nejstarší sklárny do období 13. století, do počátků souvislého osídlování zdejší krajiny. Nejstarší objevená sklárna jak Lužických horách, tak i v celých Čechách, se nachází u silnice mezi Novou Hutí a Horní Světlou. Jedná se o lesní sklárnu z poloviny 13. století. Další sklárny postupně vznikly v okolí o několik desítek let později okolo osady Lesné, dále v okolí Rybniště a Vlčí hory. Lesní sklárny byly na jednom místě krátkou dobu, a to až do doby, než bylo vytěženo a spáleno všechno dřevo v okolí sklárny. Ve 14. století vznikly a zanikly hutě v okolí Horní a Dolní Světlé, Trávníku, Rozhledu a u přehrady Naděje. Další sklárny vznikly také v západní části hor u Doubice a v Kytlicích. Nejstarší písemně doloženou sklárnou je sklárna v Chřibské, jako letopočet jejího založení je uváděn rok 1414 a její existence je bezpečně doložena v roce 1514. Jedná se o údaje huťmistra, který v uvedeném roce potvrzoval svá práva k huti s tvrzením, že jeho předkové vlastnili sklárnu již sto let.

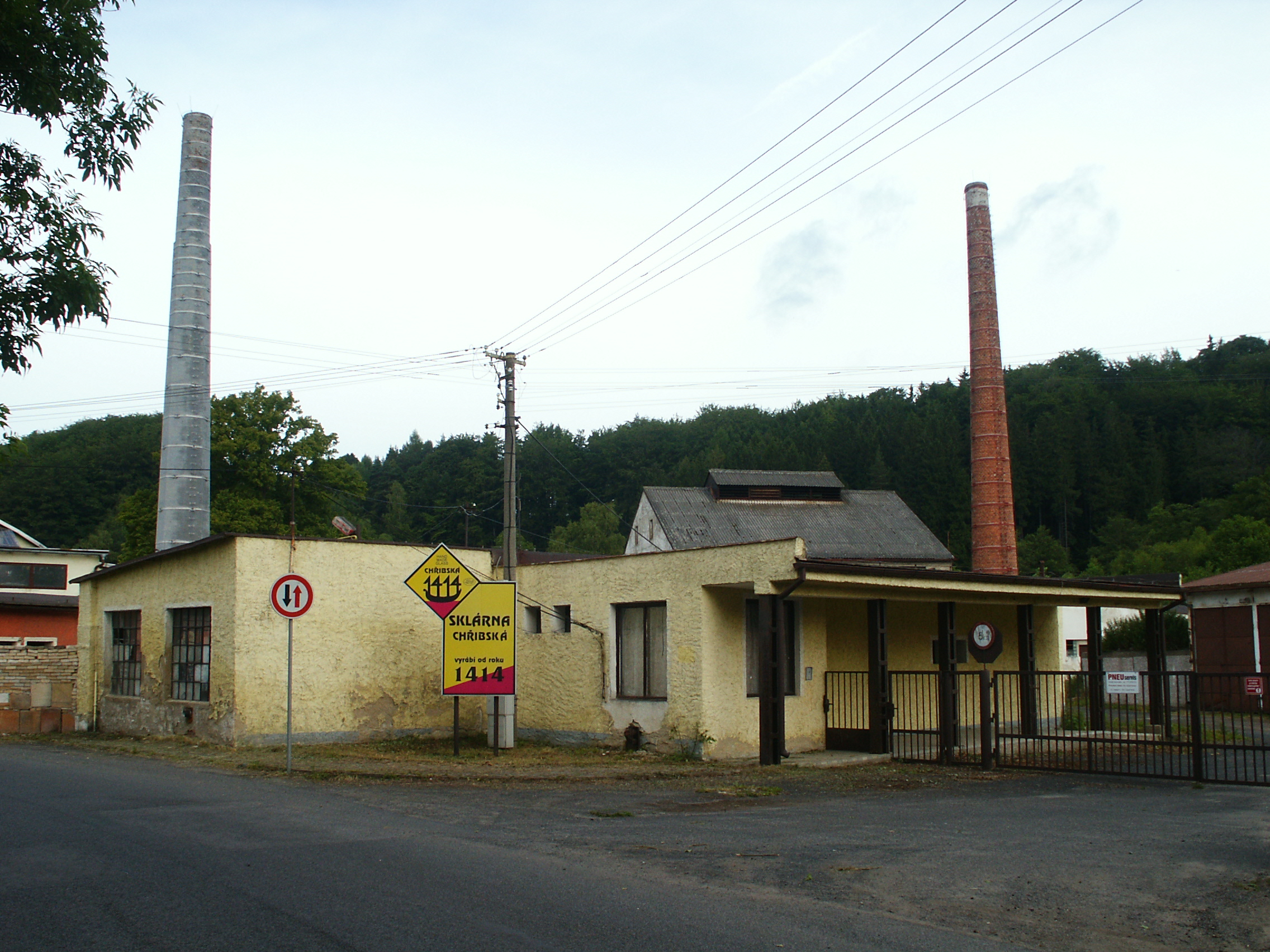
Sklárna ve Chřibské

Husitské války na počátku 15. století se negativně dotkly i sklářství v Lužických horách, po jejich skončení nastal jejich další rozvoj. Z lesních hutí postupně vznikaly sklářské dílny. Sklo bylo zdobeno malováním i vypalovanými barvami. V době renesance se nacházely v Lužických horách dvě velké sklárny, v Horní Chřibské v majetku rodu Friedrichů a v roce 1530 přibyla sklárna ve Falknově, kterou založil Paul Schürer. Rozvoj sklářství zastavila třicetiletá válka, řada zkušených řemeslníků protestantského vyznání odešla za hranice.
Uklidnění situace po Vestfálském míru přineslo další možnosti obchodu se sklem a značný rozvoj sklářství v Lužických horách. Rozvíjela se města na hranici Lužických hor, jako Nový Bor a Kamenický Šenov, která se brzy stala středisky obchodu se sklářskými výrobky, které byly odsud vyváženy jak do Evropy, tak do zámoří. Za obchodními úspěchy stojí jméno huťmistra Johanna Caspara Kittela, který s úspěchem distribuoval sklo prostřednictvím brusičů nůžek po střední Evropě. Kittel dal základ dnešnímu pojmenování vsi Kytlice, ves lidí Kittelových.
V průběhu staletí v Lužických horách vznikalo a opět zanikalo velké množství sklářských hutí. Vznik a zánik hutí byl dán především vyčerpáním surovin v jejich těsné blízkosti. Staré sklářské hutě měly velkou spotřebu dřeva. Po vyčerpání dřeva a zásob křemene v okolí hutě bylo huť jednodušší přestěhovat. Stěhování hutí trvalo přibližně do poloviny 19. století, nástup železnice umožnil dovoz levnějších surovin a místní hutě přešly na vytápění uhlím.
Rozvoj výroby skla přinesl konkurenci a řadu inovací. Pryč je zelenavé sklo plné bublinek, vyráběné v lesních sklárnách. Barokní sklo – někdy označované jako český křišťál, bylo již tak kvalitní, že jej bylo možné zpracovávat dalším povrchovým zdobením – rytím a broušením. Další hutě vznikly u Okrouhlé, poblíž dnešního nádraží Jedlová, u Juliovky a mezi Mařenicemi a Krompachem. Výroba skla se začala specializovat, v Lindavě se vyráběla zrcadla, a začala také výroba lustrů, jejímž centrem se stal Kamenický Šenov. Rozvoj skla vedl k vytěžení listnatých horských lesů a jejich nahrazení smrkovými porosty. Nedostatek dřeva zapříčinil zánik celé řady hutí. Vznikla pouze jedna nová sklárna – Nová Huť na lesní samotě pod Stožeckým sedlem založená roku 1750 Janem Václavem Müllerem a sklo vyráběla do 70. let 19. století.
Vzestup sklářství zpomalily napoleonské války na počátku 19. století, které vedly ke zhroucení exportu a zámořské kontakty převzaly sklárny v západní Evropě. Po skončení válek nastal značný rozvoj výroby skla daný z velké míry zbohatnutím měšťanstva a zvýšeným zájmem o spotřební zboží. Dochází k velkému rozvoji zušlechťovacích sklářských technik a v oblasti Lužických hor se stalo klíčovým jméno rodáka ze Šluknova Friedricha Egermanna. Byl objevitelem mnoha sklářských zušlechťovacích technik a jeho objevy vedly ve druhé polovině 19. století k dalšímu rozvoji specializovaných sklářských provozů v okolí Nového Boru a Kamenického Šenova. Historii sklářství v Lužických horách přibližují sklářská muzea v Novém Boru a Kamenickém Šenově.

### Hornictví a hutnictví

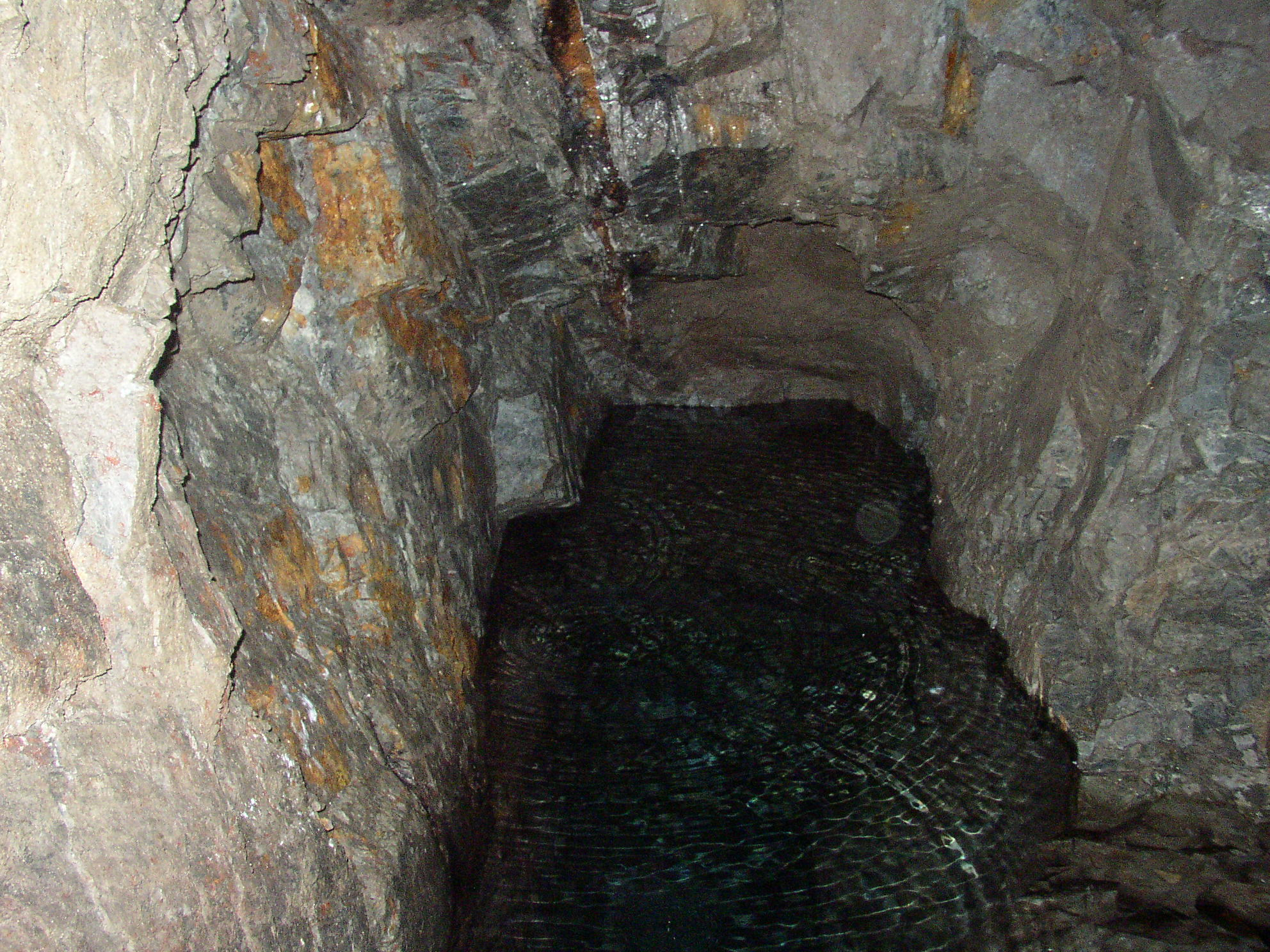
Jezírko ve štole Jan Evangelista

Nejstarší dochovaný údaj o hornictví v Lužických horách obsahuje listina saských knížat Ernsta a Albrechta z rodu Wettinů z roku 1474. O deset let později, v roce 1484, udělil král Vladislav II. rodu Šlejniců důlní privilegium. Opravňovalo je to zakládat důlní díla na panstvích Tolštejn a Šluknov. Na přelomu 15. a 16. století Šlejnicové rozvíjeli hornické podnikání v údolí Milířky. Zjištěn zde byl sfalerit, pyrit, malachit, chalkopyrit a hlavně stříbronosný galenit. Chalkopyrit a galenit byly předmětem těžby. Středověká těžba byla často povrchová v podobě těžních jam nebo kutacích rýh. Nepotřebná hlušina byla kupena v odvalu. Zásoby stříbrných rud v údolí Milířky byly ale rychle vyčerpány.
V roce 1539 nechal Jiří ze Šlejnic zahájit ražbu štoly svatého Kryštofa na severním svahu Křížové hory. Těžba utichla na počátku třicetileté války. O obnovení těžby se v roce 1782 pokusil Jan Hennevogl z Edenburku. Založil proto štolu svatého Jana Evangelisty, která byla spojena se štolou svatého Kryštofa. Těžba probíhala s přestávkami až do ukončení v roce 1910.
V celých Lužických horách lze najít velké množství různě velkých pískovcových lomů, které byly zdrojem písku i stavebního kamene. Z pískovce na Milštejně se vyráběly mlýnské kameny. Na Vápence u Doubice se od roku 1641 těžil vápenec lámaný ve dvou jámových lomech, které byly spojeny dopravními štolami o délce necelých 170 metrů. Těžba byla ukončena v roce 1929. Na Zlatém vrchu se lámaly čedičové sloupce, s jejich těžbou se začalo okolo roku 1870 a byla ukončena 27. listopadu 1973. Čedičové sloupce zde byly dokonale vyvinuté a jen málo rozpukané, takže se lámaly až 6 metrů dlouhé. Pro svou velkou odolnost se údajně vyvážely na stavbu mořských hrází v Nizozemsku.

### Horolezectví

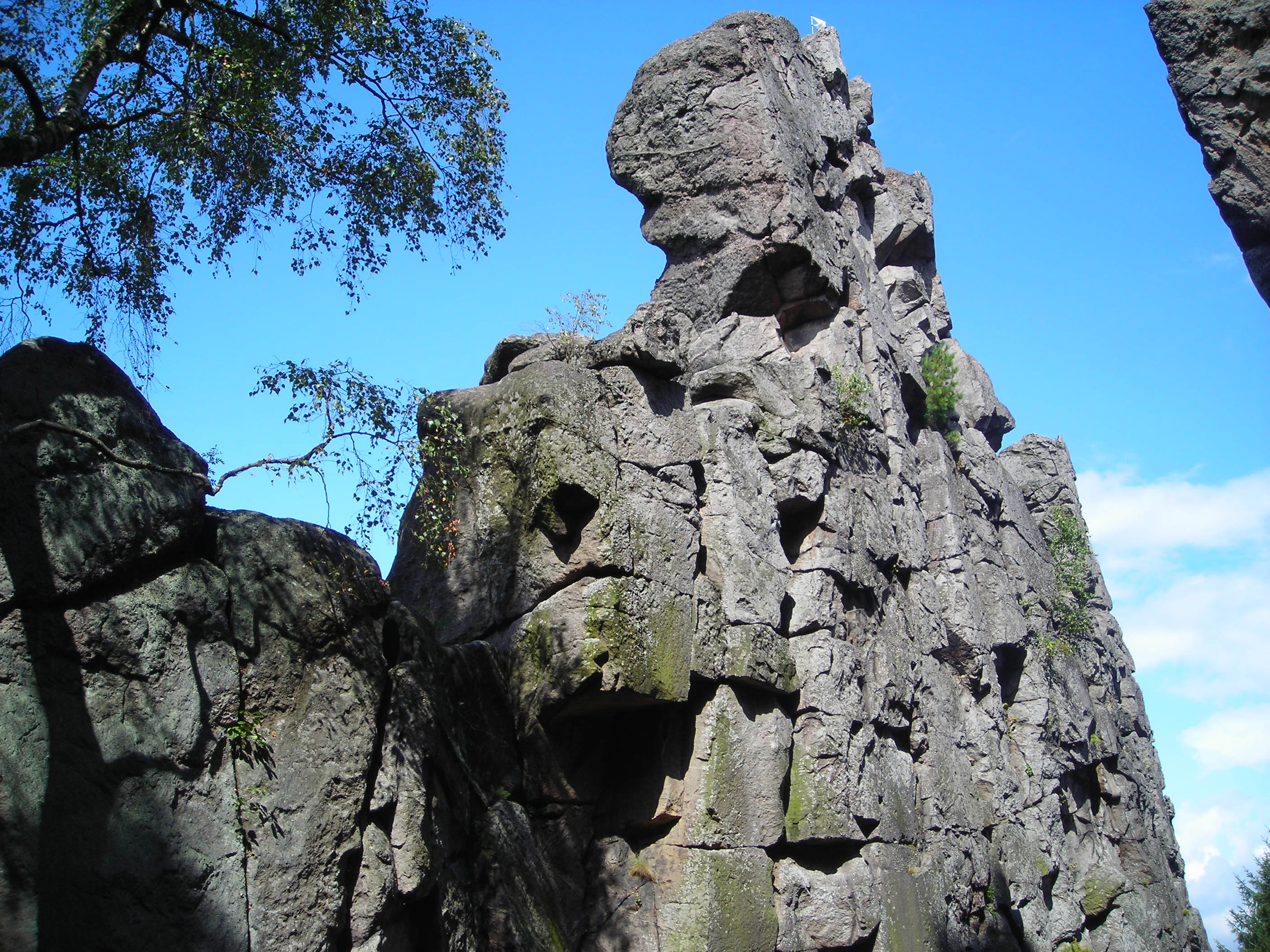
Fellerova věž ve Vraních skalách

Lužické hory nejsou na české straně spojovány s horolezectvím jako například Český ráj či Českosaské Švýcarsko. Horolezectví je významnější na německé straně hor, kde existuje přibližně 2000 horolezeckých cest. První zaznamenaný výstup v Lužických horách se uskutečnil v Oybině v roce 1837, kdy nejmenovaný polský artista přeskočil z oybinského kopce na sousední skálu Schluchtwächter a zanechal tam křížek se svým jménem. Přeskok byl zopakován až v roce 1965, oboustranně až v 80. letech 20. století. Prvním průkopnickým výstupem se stal výstup hrádeckých lezců Maxe Richtera a Gustava Jahna, kteří 10. listopadu 1875 vylezli na Hundsturme (Psí věže) nad údolím Bílého potoka, dnes označovaném jako Uhusteine (Výří kameny). Na české straně uskutečnil prvovýstup na Fellerovu věž za použití provazového žebříku žitavský profesor Theodor Feller. V roce 1898 byl čistě zdolán jonsdorfský Schalkstein, sedm let nato Mönch (Mnich). V letech 1904 až 1905 provozovali horolezectví lezci soustředění okolo libereckého sportovce a literáta Rudolfa Kauschky, kteří objevili pro horolezectví Horní skály u Sedla či Oberwegsteine.
Rozvoji horolezectví paradoxně přispěla mnišková kalamita, která na počátku 20. století zdecimovala lesy v Lužických horách a odhalila tak pískovcové skály. Na české i německé straně vznikla celá řada spolků, z nichž nejznámější byl Alpenverein, jehož aktivní sekce působily především v Liberci a ve Varnsdorfu. Po roce 1953 se na české straně pískovcových skal ocitla příhraniční část hor v nepřístupném hraničním pásmu. Po roce 1989 se horolezcům z Lužických hor rozšířily obzory a velká část z nich začala jezdit do Alp, na místní skály se v cestovatelském nadšení pozapomnělo. Horolezci se začali pomalu vracet až po roce 2000.

### Turistika
Historie turistiky v Lužických horách sahá do 19. století, zpočátku byla vázána na německé spolky. Vznikla hustá síť značených stezek spolu s rozhlednami, restauracemi a jinými turistickými cíli. Po druhé světové válce došlo k dočasnému snížení návštěvnosti hor. Krásy a kvality regionu začali objevovat od 70. let 20. století hlavně chalupáři, kteří zároveň zachránili převážnou část cenných lidových staveb před chátráním a následnou devastací. Zájem o rekreační a turistické využití Lužických hor vzrůstal poměrně pomalu. Větší zájem o turistiku byl pozorován až po roce 1990. Nárůst návštěvnosti byl zaznamenán od počátku 21. století. Je to důsledek lepší finanční situace části obyvatelstva a zvýšených nároků na využití volného času. Mimo pěší turistiku se rozvíjejí geocaching, různé formy cyklistiky, závody v orientačním běhu, horolezectví, padákové létání a další formy leteckého sportu. Množí se také protiprávní motoristické aktivity, jízda na terénních motocyklech a čtyřkolkách. Ze zimních sportů se zvyšuje zájem o běžecké lyžování a zejména o sjezdové lyžování, které je podmiňováno budováním nových kapacit či rekonstrukcí stávajících.

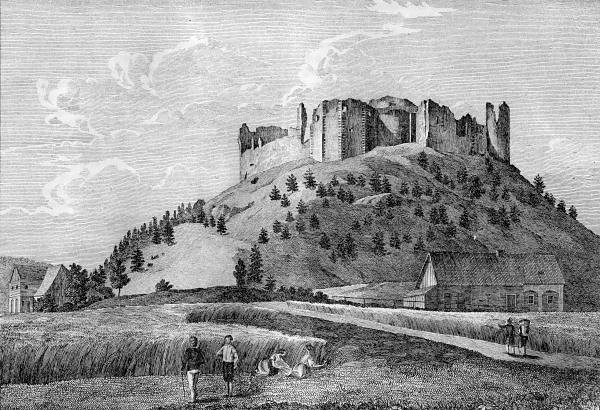
Obrázek Tolštejnu od Karla Brantla z knihy F. A. Hebera "Böhmens Burgen".

Mezi turisticky navštěvovaná místa patří zříceniny či zbytky hradů Tolštejn, Milštejn, Fredevald, vrcholy Luže, Klíče a velice navštěvovaná Jedlová, v jejímž okolí se nachází i zimní lyžařský areál. Další lyžařský areál je v Horním Podluží. U Jiřetína pod Jedlovou se nachází štola Jan Evangelista, kde se těžilo stříbro. Dále stojí za zmínku obec Doubice a Zlatý vrch se sloupcovitou odlučností čediče. Horolezecké terény pro pískovcové lezení jsou ve východní části hor, v Císařském údolí a v okolí Horního Sedla, přičemž nejvýznamnějšími jsou Vraní skály, horolezci nazývané Krkavčí skály.
Turistická informační střediska, kde návštěvník dostane informace o Lužických horách, se nacházejí na české straně v Liberci, Chrastavě, Hrádku nad Nisou, Jablonném v Podještědí, Cvikově, Novém Boru, Kamenickém Šenově, České Kamenici, Krásné Lípě, Chřibské, Jiřetíně pod Jedlovou a ve Varnsdorfu. Žitavské hory v Německu propagují turistická informační střediska ve Waltersdorfu, Oybinu a Jonsdorfu.
Oblast je známá podstávkovými domy, kříži a božími mukami, křížovými cestami, z nichž nejznámější je na Křížové hoře u Jiřetína pod Jedlovou. V Lužických horách najdeme také památky spojené s druhou světovou válkou, například pomalu s přírodou splývající pohraniční pevnůstky. Byly budovány v letech 1937 až 1938 v době očekávaného napadení Československa německou armádou. Rozhledny jsou v Lužických horách v Česku na Jedlové a Studenci a v Německu na Hvozdu a na Luži. Dne 19. dubna 2017 vzniklo v Novém Oldřichově přeshraniční společenství, které má spolu se sdružením Přírodní park Žitavské hory a německou Marketingovou společností Horní Lužice za úkol vytvořit destinaci Přírodní park Lužické hory a propagaci Lužických hor jako významné turistické značky.

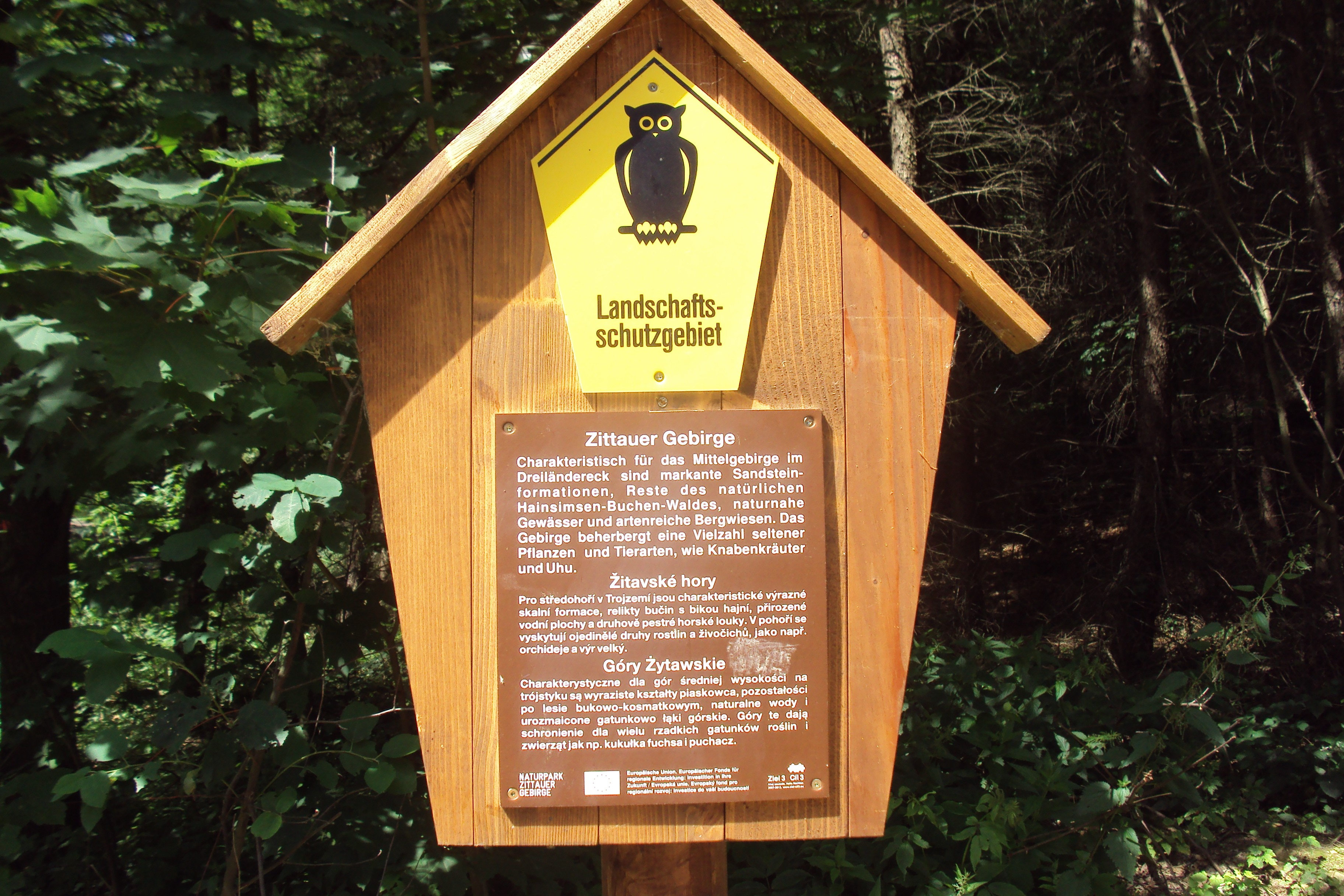
Vícejazyčná tabule Žitavské hory na německé straně hory Hvozd

Na německé straně hor se nacházejí skalní města, naučné stezky, rozhledny a skalní vyhlídky, obce a městečka s řadou muzeí a lidovou architekturou, kulturních, církevních památek, hradů či jejich zřícenin. Mezi navštěvované skalní útvary patří Kelchsteine (česky Kamenné číše) mezi Oybinem a Lückendorfem. Ze Žitavy do hor vede od roku 1890 Žitavská úzkorozchodná dráha, dodnes provozovaná s historickými parními lokomotivami. Dalšími turisticky navštěvovanými místy jsou lázeňská střediska Jonsdorf s motýlím domem a Oybin se zříceninou stejnojmenného hradu a kláštera. Lyžařské středisko v Německu se nachází pod horou Luž ve Waltersdorfu.

#### Naučné stezky

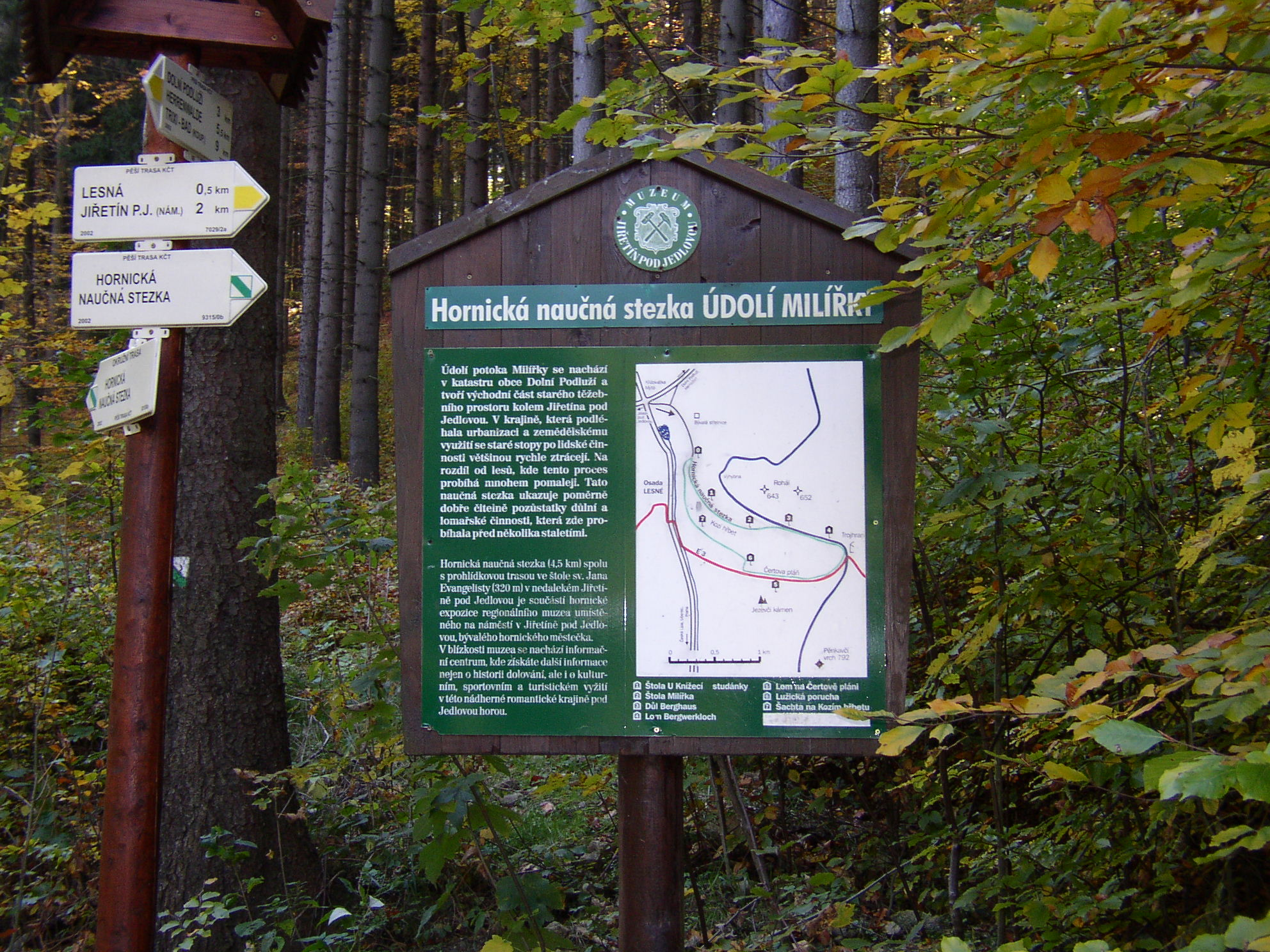
Informační tabule Hornické naučné stezky Údolí Milířky

Na české straně hor vede ve východní části Lužických hor a Žitavských hor Mezinárodní naučná stezka Lužické a Žitavské hory, částečně po linii lužické poruchy. Stezka seznamuje návštěvníky s geologickým vývojem Lužických hor a nabízí informace o přírodovědných a kulturních zajímavostech na české i německé straně Lužických hor. Naučná stezka Okolím Studence byla vyznačena v roce 2002 v západní části Lužických hor. Tematicky se zaměřuje na lesy Lužických hor a na říční a lesní ekosystémy. Naučná stezka Obnova mokřadů na Brazilce vede po obvodu rašelinné louky na Brazilce, 1 km severně od Dolní Světlé. Hornická naučná stezka Údolí Milířky seznamuje návštěvníky s výskytem rudních ložisek, se zbytky hald, kutacích jam a těžbou rud v údolí Milířky. Naučná stezka Jánské kameny má délku pouze 1 kilometr a vede okolo tří skal, které jsou součástí asi 700 metrů dlouhé čedičové žíly. Köglerova naučná stezka do Lužických hor zasahuje jen okrajově u Krásné Lípy. Lesnická naučná stezka Sokol byla vybudována v roce 2008 státním podnikem Lesy České republiky na svazích kopce Sokol.
Na německé straně hor se nachází Lesní naučná stezka Stará lipská silnice v revíru Olbersdorf Žitavských městských lesů, Přírodní naučná stezka Kolem Waltersdorfu s rašelinnou loukou na Brazilce o délce 8 km, Přírodní naučná stezka Jonsdorfské lomy mlýnských kamenů o geologii a historii produkce mlýnských kamenů se 70 stanovišti a Přírodní naučná stezka Putování Javorníčka za Hochwaldským mužíčkem mezi mateřskou školkou Studánka v Jablonném v Podještědí a školkou Zwergenhäusel v Lückendorfu v Sasku.